# San Francisco
San Francisco – miasto i hrabstwo w stanie Kalifornia w Stanach Zjednoczonych, położone na półwyspie San Francisco, otoczonym przez Ocean Spokojny na zachodzie, zatokę San Francisco na wschodzie i cieśninę Golden Gate na północy, czwarte pod względem liczby ludności miasto w Kalifornii i siedemnaste w całym kraju. Z populacją 4,6 mln mieszkańców obszaru metropolitalnego (MSA) San Francisco-Oakland-Fremont jest 13. co do wielkości metropolią Stanów Zjednoczonych. Większy połączony obszar statystyczny (CSA) San Francisco Bay Area obejmuje ponad 9 mln ludzi.
Historia San Francisco sięga roku 1776, kiedy to hiszpańscy kolonizatorzy Ameryki Północnej dowodzeni przez Juana Bautistę de Anza osiedlili się na krańcu półwyspu, zakładając na tym terenie fort oraz misję imienia świętego Franciszka z Asyżu. San Francisco i Kalifornia należały następnie do Meksyku, po wywalczeniu przez niego niepodległości od Hiszpanii, a następnie po ataku Stanów Zjednoczonych na Meksyk w 1848 r. stały się ich częścią. Miasto przeżyło znaczne przyspieszenie rozwoju w 1848 roku podczas krótkiego okresu kalifornijskiej gorączki złota, stając się w tym czasie największym miastem na Zachodnim Wybrzeżu. W 1906 roku San Francisco zostało w większej części zniszczone podczas trzęsienia ziemi i pożarów, które były jego skutkiem. Po kataklizmie zostało szybko odbudowane, dziewięć lat później goszcząc Międzynarodową Wystawę Panamsko-Pacyficzną. Podczas II wojny światowej San Francisco było punktem ekspedycyjnym dla tysięcy żołnierzy walczących na Pacyfiku i ważnym portem wypadowym operującej na tym oceanie floty. W latach powojennych do miasta napłynęły tysiące imigrantów i byłych żołnierzy, co zbiegło się w czasie z gwałtownym rozwojem okolicy. Nadchodzące rozluźnienie norm społecznych i inne czynniki przyczyniły się do początków ruchów społecznych środowisk LGBT. W 1967 w mieście zaczęło się tak zwane Lato Miłości. Postępująca liberalizacja i otwartość społeczności wyrobiły San Francisco opinię miasta liberalnego.
Obecnie San Francisco jest dużym ośrodkiem turystycznym znanym ze swoich atrakcji, między innymi mostu nad Złotymi Wrotami, więzienia Alcatraz, Coit Tower, tramwajów linowych, fabryki czekolady Ghirardelli, czy chińskiej dzielnicy. Charakterystyczne dla miasta są jego strome wzgórza i ulice oraz mieszanina stylów architektonicznych, od wiktoriańskiego do postmodernizmu. Miasto słynie także ze swojego zróżnicowania etnicznego, kosmopolityzmu, uniwersytetów oraz wyodrębnionych i wpływowych społeczności azjatyckiej, latynoamerykańskiej oraz LGBT. San Francisco wyróżnia się najwyższym odsetkiem ludności pochodzenia chińskiego spośród wszystkich dużych miast w USA. Chińczycy stanowią ponad jedną piątą (około 21%) mieszkańców miasta.
San Francisco jako pierwsze duże miasto w Stanach Zjednoczonych wprowadziło w czerwcu 2021 roku obowiązkowe szczepienia przeciwko COVID-19 dla swoich pracowników. Decyzja ta doprowadziła do zwolnień pracowników, którzy odmówili szczepień, oraz licznych pozwów sądowych skierowanych przeciwko miastu. Głośnym przykładem była sprawa dotycząca transportu publicznego Bay Area Rapid Transit (BART), gdzie sąd nakazał wypłatę odszkodowania sześciu byłym pracownikom w wysokości prawie 8 milionów dolarów.

## Historia

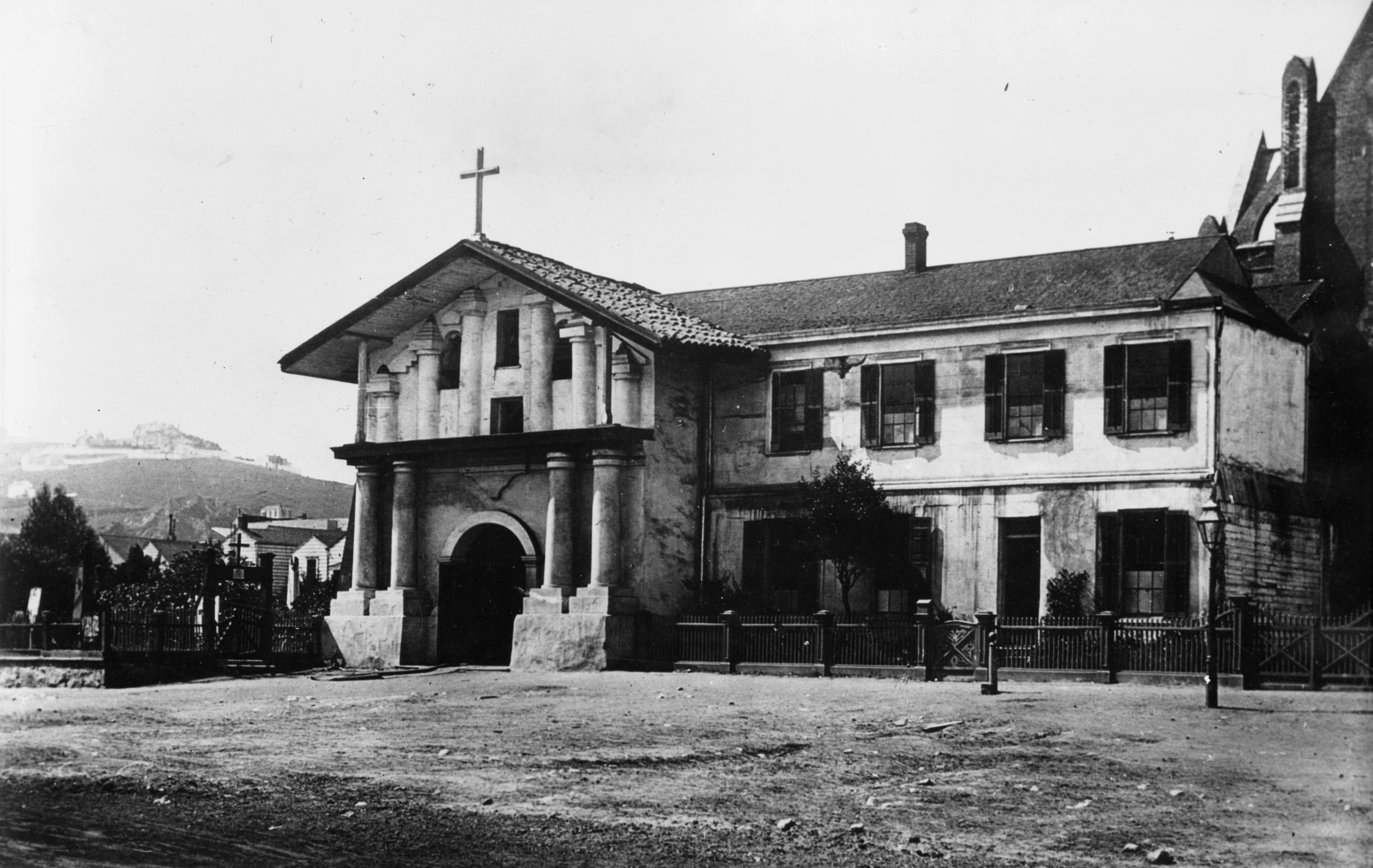
Misja San Francisco de Asís (Misja Dolores)

Najwcześniejsze archeologiczne dowody osadnictwa na terenach miasta pochodzą z roku 3000 p.n.e. Gdy 2 listopada 1769 roku przybyli na te tereny hiszpańscy kolonizatorzy pod dowództwem Gaspara de Portolà, zamieszkiwał je szczep Yelamu ludu Ohlone, który skupił się tu w kilkunastu wsiach. Była to pierwsza udokumentowana wizyta Europejczyków w okolicach Zatoki San Francisco. Siedem lat później, 28 marca 1776 roku, Hiszpanie założyli na tych terenach fort, a następnie misję imienia św. Franciszka z Asyżu (Mission Dolores).
Podczas meksykańskiej wojny o niepodległość z Hiszpanią w 1821 roku rejon ten został przyłączony do Meksyku. W 1835 roku William Richardson założył, nieopodal kotwicowiska łodzi w miejscu obecnego Portsmouth Square, pierwsze znaczące osiedle nieleżące w obrębie Mission Dolores.
Razem z alkadem Misji, Francisco de Haro, Richardson sporządził plan przyszłych ulic pod rozwijającą się osadę. Powstałe miasto, wtenczas nazywane Yerba Buena, zaczęło zaludniać się amerykańskimi osadnikami. Stany Zjednoczone w 1846 wypowiedziały wojnę Meksykowi, 7 czerwca 1846 roku, amerykański komodor John D. Sloat uznał Kalifornię za tereny należące do Stanów Zjednoczonych, a dwa dni później, kapitan John B. Montgomery przybył do Yerba Buena, by ustanowić tam administrację amerykańską. Rok później Yerba Buena przemianowano na San Francisco. Pomimo atrakcyjnego położenia, będące naturalnym portem i bazą marynarki wojennej San Francisco, wciąż było małą osadą z niesprzyjającymi osadnictwu warunkami geograficznymi.
Kalifornijska gorączka złota spowodowała napływ poszukiwaczy tego kruszcu na tereny stanu. Przybysze osiedlali się masowo w San Francisco, preferując je ponad rywalizujące z nim miasto Benicia. Wizja wzbogacenia się była tak silna, że załogi statków przybywających do portu często porzucały swoje jednostki i masowo udawały się na pola złotonośne. Port miejski wypełnił się opuszczonymi statkami. Do grudnia 1849 roku liczba mieszkańców San Francisco wzrosła z 1000 do 25000. Z tych czasów wywodzi się też jedna z ikon miasta – chleb na zakwasie, będący podstawą wyżywienia XIX-wiecznych górników i robotników.

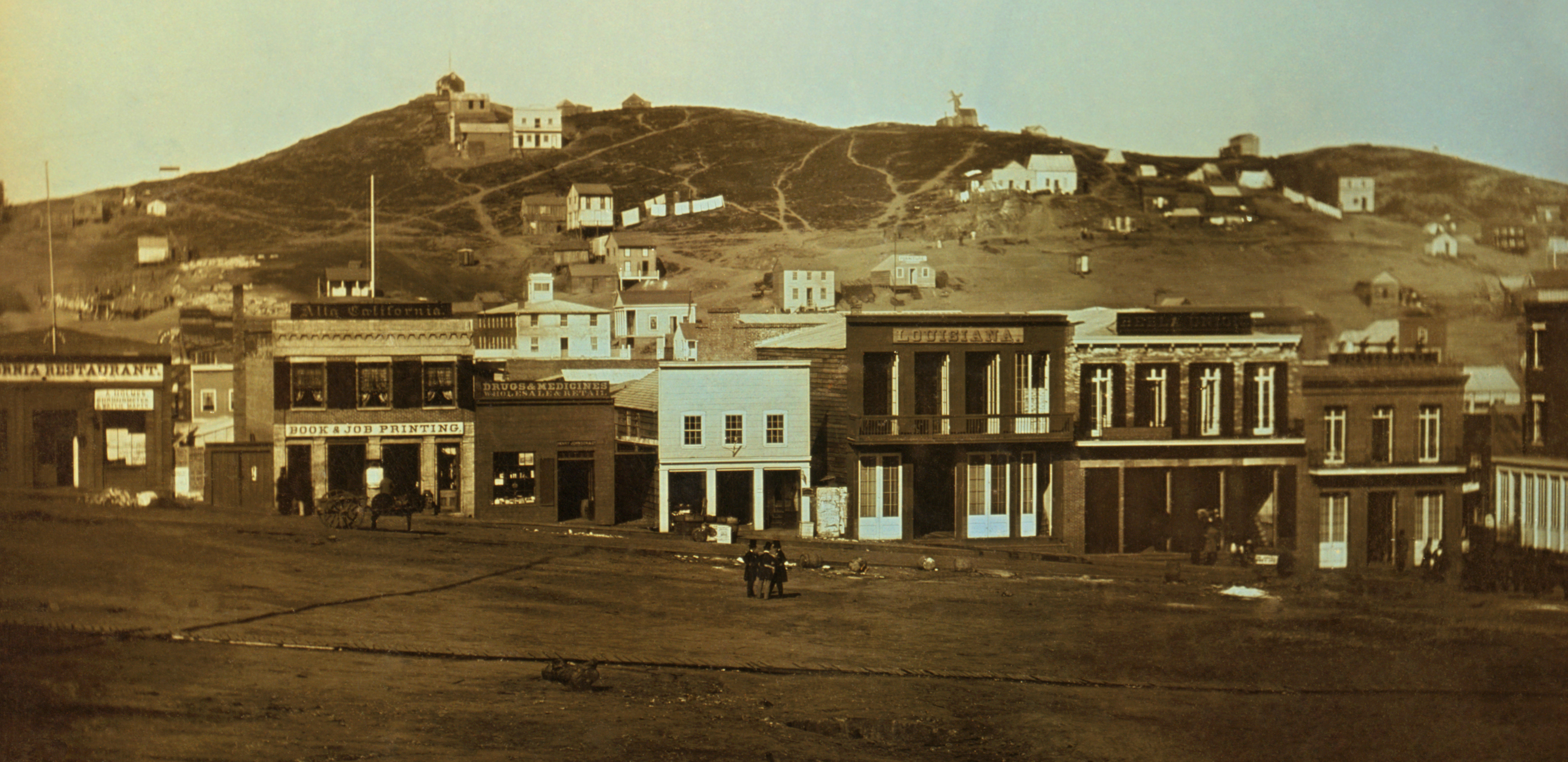
San Francisco w 1851

Kalifornia zyskała wkrótce status stanu, a w mieście zlokalizowano stały garnizon amerykański. Wybudowano fortyfikacje: Fort Point, strzegący wejścia do zatoki przez cieśninę Golden Gate, oraz fort na wyspie Alcatraz, zabezpieczający samą zatokę. Odkrycie srebra, m.in. złóż Comstock Lode w 1859 roku w nieodległej Nevadzie, dodatkowo przyspieszyło rozwój miasta. Wraz z napływem poszukiwaczy kruszców, osadników i zwykłych awanturników w mieście szerzyło się bezprawie. Szczególnie część miasta znana jako Barbary Coast wsławiła się jako oaza kryminalistów, prostytutek i hazardzistów.
Wzbogaceni na gorączce złota przedsiębiorcy szukali możliwości inwestycji swojego kapitału. Pierwszymi beneficjentami były instytucje finansowe: powstały pierwsze banki, jak Wells Fargo w 1852 roku, oraz przemysł kolejowy w osobie magnatów z tak zwanej „Wielkiej Czwórki”, na czele której stał Leland Stanford, która koordynowała powstanie Pierwszej Kolei Transkontynentalnej.
Rozwój Portu San Francisco ugruntował centralną pozycję miasta w handlu w regionie. Wychodząc naprzeciw rosnącemu zapotrzebowaniu ludności na towary i usługi, w mieście powstały liczne manufaktury. Levi Strauss założył przedsiębiorstwo handlowe, a później zaczął produkcję pierwszych dżinsów dla górników. Domingo Ghirardelli rozpoczął produkcję czekolady. Miasto, za sprawą imigrantów, stało się wielokulturowym i wielojęzycznym ośrodkiem. Chińczycy pracujący przy kolei skupili się w jednej dzielnicy, znanej później jako Chinatown. Pojawiają się także dzielnice imigrantów z Włoch (North Beach), a wciąż duży udział mieszkańców stanowili hiszpańskojęzyczni potomkowie osadników z czasów meksykańskich. Rozwinął się transport, z systemem tramwajów linowych. Wykształcił się także charakterystyczny dla miasta wiktoriański charakter zabudowy. Skrupulatnie zaplanowano tereny zielone oraz przestrzeń publiczną; założony został Park Golden Gate. Powstały nowe szkoły, kościoły, teatry i inne obiekty użyteczności publicznej. Presidio, teren dawnego hiszpańskiego fortu, przekształcił się w najważniejszą amerykańską instalację wojskową na wybrzeżu Pacyfiku. Na przełomie XIX i XX wieku miasto było znane ze swojego krzykliwego stylu, okazałych hoteli, wytwornych rezydencji skupionych na Nob Hill i rozkwitającej sztuki.

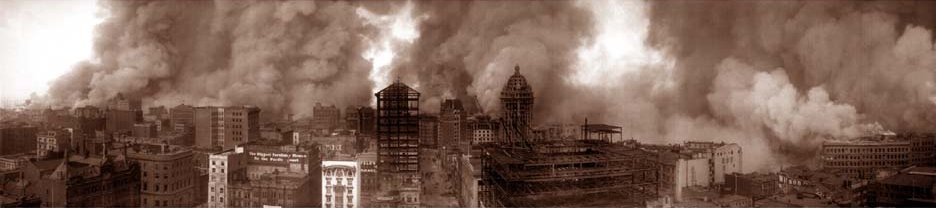
„W całej historii świata nie znajdziemy nowoczesnego, dużego miasta, które zostałoby tak doszczętnie zniszczone. Nie ma już San Francisco.” – Jack London po trzęsieniu ziemi z 1906

W 1906 roku San Francisco nawiedził największy kataklizm w jego historii. 18 kwietnia 1906 o 5:12 silne trzęsienie ziemi obróciło miasto w ruinę. Część budynków zawaliła się od wstrząsów, a następnie, wskutek uszkodzeń linii gazowych, wybuchły gigantyczne, wielodniowe pożary, które strawiły większą część pozostałej zabudowy. Ponieważ uszkodzone wodociągi uniemożliwiały skuteczne gaszenie ognia, artylerzyści z Presidio próbowali opanować rozprzestrzenianie się pożarów, wysadzając w powietrze kwartały budynków, by postawić barierę płomieniom. Wskutek trzęsienia i pożarów więcej niż trzy czwarte miasta legło w gruzach, włączając w to całe centrum. Ówczesne raporty mówiły o 498 ofiarach śmiertelnych, jednak współczesne badania szacują straty nawet na kilka tysięcy. Ponad połowa z 400 000 mieszkańców została bez dachu nad głową. Ocaleni tymczasowo zamieszkali w koczowisku w namiotach w Parku Golden Gate, w Presidio, na plażach oraz tam gdzie było jeszcze miejsce. Wiele osób na stałe wyprowadziło się z miasta w inne rejony Zatoki.

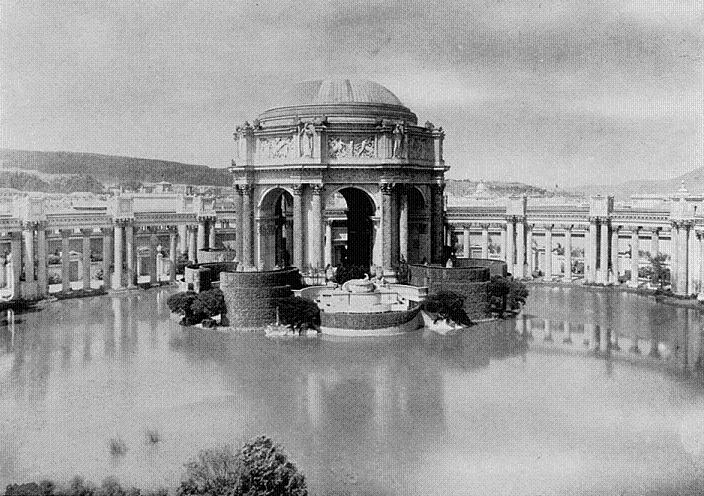
Palace of Fine Arts w 1915 podczas Międzynarodowej Wystawy Panamsko-Pacyficznej

Miasto odbudowano szybko i na wielką skalę. Odrzucono projekty zakładające całkowitą zmianę układu ulic i wybrano znacznie szybszą opcję z zachowaniem ich historycznego planu. Bank of Italy Amadeo Gianniniego, późniejszy Bank of America, udzielił wielu pożyczek poszkodowanym rodzinom. W kilka lat odbudowano budynki mieszkalne i użyteczności publicznej, w wielokroć w większej liczbie i okazalszej formie niż sprzed kataklizmu. Wiele ulic poszerzono, unowocześniono centrum i część portu znaną jako Fisherman's Wharf. City Hall, siedzibę władz miejskich i administracji, z przepychem odbudowano w stylu Beaux Arts. Miasto świętowało odrodzenie swojego ratusza podczas Międzynarodowej Wystawy Panamsko-Pacyficznej w 1915 roku, która oficjalnie miała celebrować otwarcie Kanału Panamskiego, ale stała się także okazją do pokazania całkowicie odbudowanego i odnowionego San Francisco. Z okazji wystawy wzniesiono dodatkowo jeszcze kilka dużych budynków które, poza Palace of Fine Arts, po zakończeniu wyburzono.
W następnych latach miasto ugruntowało swoją pozycję stolicy finansowej; podczas krachu na giełdzie w 1929 roku nie upadł żaden bank wywodzący się z San Francisco. Co więcej to właśnie podczas wielkiego kryzysu miasto rozpoczęło dwie wielkie inwestycje budowlane, wznosząc jednocześnie Bay Bridge i Golden Gate Bridge, otwarte kolejno w 1936 i 1937 roku. Także w tym okresie zaadaptowano Alcatraz, wcześniej fort, na super-strzeżone więzienie federalne, w którym osadzeni zostali tak znani gangsterzy, jak np. Al Capone z Chicago. W późniejszych latach miasto świętowało swój powrót do świetności goszcząc wystawę światową w 1939 roku, a w kolejnych latach Golden Gate International Exposition, na potrzeby której usypano sztuczną wyspę na Zatoce – Treasure Island.

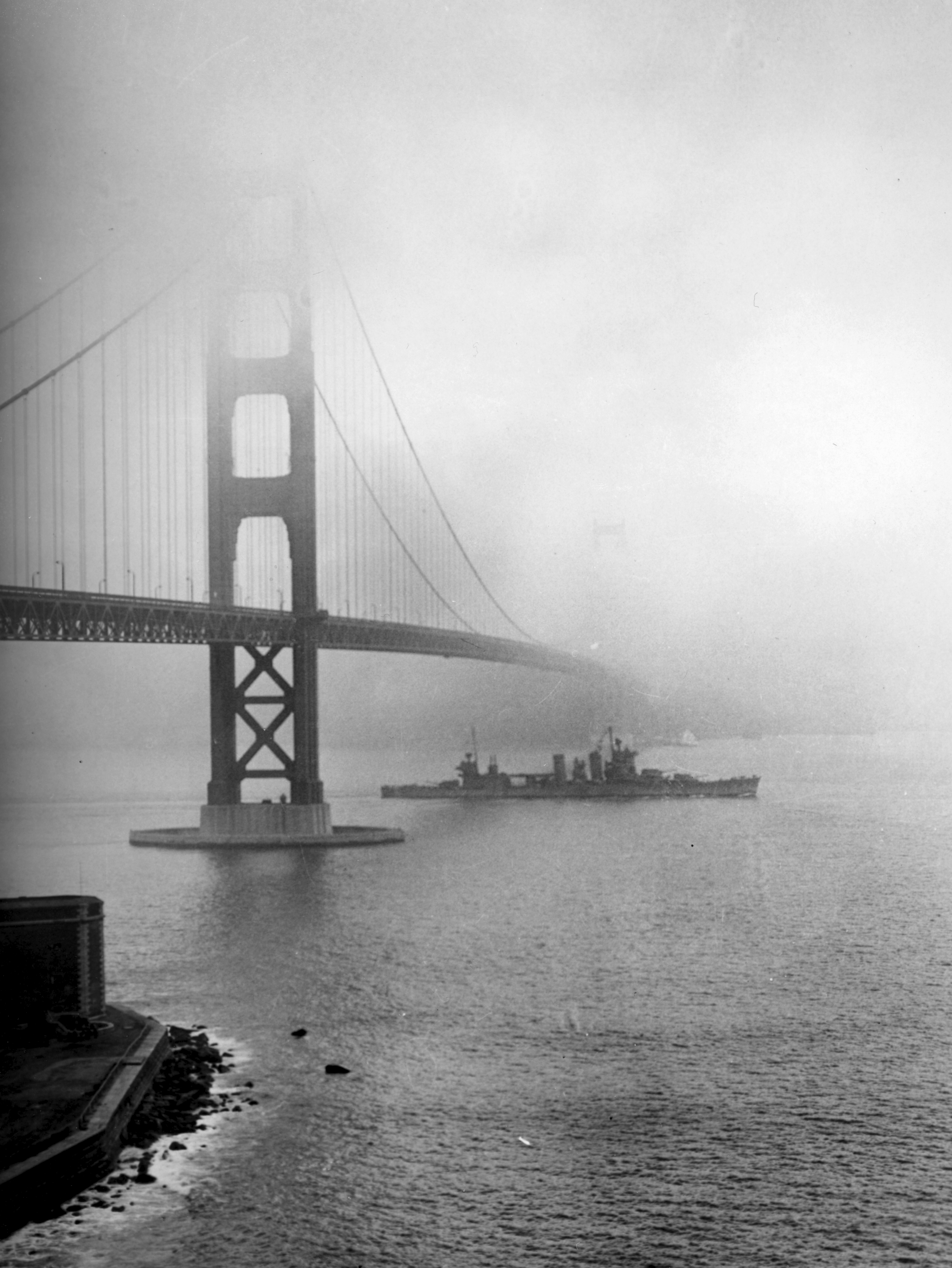
Ciężki krążownik USS „San Francisco” przepływający pod mostem Golden Gate w 1942

Podczas II wojny światowej stocznia marynarki wojennej w San Francisco stała się centrum napraw dokowych dla floty pacyficznej Stanów Zjednoczonych, a Fort Mason głównym punktem ekspedycyjnym dla tysięcy żołnierzy walczących na pacyficznym teatrze działań wojennych. Dostępność pracy przyciągnęła wielu ludzi, szczególnie Afroamerykanów ze stanów południowych, po zakończeniu wojny, wielu powracających żołnierzy, a także pracowników cywilnych, zdecydowało się pozostać w San Francisco na stałe. W 1945 roku w mieście została podpisana Karta Narodów Zjednoczonych, powołująca do życia Organizację Narodów Zjednoczonych, a w 1951 roku traktat pokojowy z San Francisco oficjalnie zakończył wojnę na Pacyfiku.
W latach 50. XX wieku, jak i 60., zachodnia część miasta przeszła gruntowną przebudowę i zmianę zagospodarowania. W tym okresie zbudowano też miejskie autostrady. Jednak wiele z nich, wskutek protestów mieszkańców, powstało tylko częściowo. W 1972 roku ukończono najwyższy budynek w mieście – Transamerica Pyramid, a w kolejnych latach w procesie manhattanizacji wyższa zabudowa pojawiła się w całym centrum. W kolejnych latach miasto zaczęło tracić pozycję centrum przemysłowo-komunikacyjnego. Aktywność portowa przeniosła się do niedalekiego Oakland, spadła liczba miejsc pracy związana z transportem morskim, przemysłem i pokrewnymi. Turystyka i jej obsługa zaczęły być najważniejszą częścią gospodarki San Francisco. Gwałtowny rozwój przeżyły przedmieścia, a samo miasto znacznie zmieniło profil demograficzny, gdy na miejsce białej ludności miasta, napłynęli imigranci z Azji czy Ameryki Łacińskiej. W tym samym okresie miasto stało się centrum amerykańskiej kontrkultury i ruchów liberalnych. Pisarze skupieni w dzielnicy North Beach, z generacji bitników przyczynili się do rozkwitu tak zwanego „renesansu z San Francisco”. Masowo do miasta napływali hippisi, zaludniając w latach 60. dzielnicę Haight-Ashbury, by w 1967 roku, podczas Lata Miłości, osiągnąć szczyt liczebności. W latach 70. XX wieku miasto było głównym ośrodkiem walki o prawa dla homoseksualistów. Dzielnica Castro przekształciła się w gay village, której znaczną część mieszkańców stanowili homoseksualiści lub sympatycy ruchów LGBT. Także w tym czasie Harvey Milk (zamordowany razem z burmistrzem George’em Moscone’em w 1978), zadeklarowany homoseksualista i prowadzący swoją kampanię wyborczą pod szyldem równouprawnienia, został wybrany do Rady Nadzorczej San Francisco (ang. Board of Supervisors), co zostało przedstawione w filmie „Obywatel Milk” (2008).
W 1989 roku miasto nawiedziło trzęsienie ziemi Loma Prieta o sile 7,1 stopni w skali Richtera, które spowodowało straty i ofiary w całym rejonie Zatoki. W San Francisco wstrząsy uszkodziły Marina District i South of Market, a także spowodowały uszkodzenia autostrad miejskich: Embarcadero oraz Central Freeway, które następnie rozebrano (Central Freeway częściowo). Uszkodzony, a w rezultacie przebudowany, został także Bay Bridge.
W latach „bańki internetowej” gospodarkę miasta ożywiły liczne nowo powstałe przedsięwzięcia. Do San Francisco sprowadzili się liczni przedsiębiorcy i deweloperzy z branży informatycznej, a następnie marketingowcy i inne towarzyszące firmy. W znaczący sposób zmieniło to profil wielu biedniejszych rejonów miasta, które gwałtownie się wzbogaciły. Po załamaniu koniunktury w 2001, wiele z firm upadło, ale zaawansowane technologie, przemysł informatyczny i inne pokrewne wciąż są głównymi elementami gospodarki miasta i jego okolic.

## Geografia

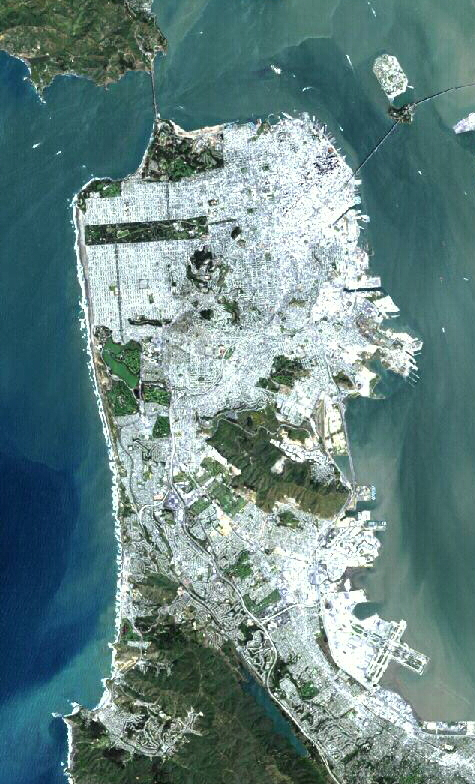
Półwysep San Francisco, poniżej miasta północna część hrabstwa San Mateo, a powyżej hrabstwo hrabstwo Marin

San Francisco leży na zachodnim wybrzeżu Stanów Zjednoczonych, na szczycie półwyspu San Francisco i oparte jest swoimi granicami o wybrzeża Pacyfiku i zatoki San Francisco. W skład miasta wchodzi też kilka wysp położonych w zatoce, między innymi Alcatraz, Treasure i sąsiednia Yerba Buena, a także małe części wysp Alameda, Angel i Red Rock. Także niezamieszkane wyspy Farallon położone 43 km w głąb Pacyfiku, podlegają jurysdykcji miasta. Obszar miasta zawiera się z grubsza w kwadracie o boku ok. 11 km. Linia brzegowa miasta, szczególnie wschodnia i północna, jest w większej części sztuczna; rejony takie jak Marina District czy Hunters Point w całości, a Embarcadero w większej części, leżą na sztucznie usypanym lądzie. Podobnie Treasure Island jest sztucznie usypaną wyspą.
San Francisco i cała jego okolica położone są na obszarze aktywnym sejsmicznie, a wstrząsy regularnie nawiedzają miasto. Za trzęsienia ziemi w tym rejonie odpowiedzialne są uskok San Andreas i obszar Hayward Fault Zone (największe trzęsienia ziemi z 1906 i 1989 roku były spowodowane obsunięciem się Hayward Fault Zone), mimo że sam uskok nie przebiega przez miasto. Zagrożenie wstrząsami jest brane pod uwagę przy rozwoju infrastruktury miejskiej. Przy okazji przebudowy całe obszary miasta, zarówno budynki nowo wznoszone, jak i te istniejące, są dostosowywane do wymogów stawianych konstrukcjom przez trzęsienia ziemi – jednak w mieście wciąż istnieją tysiące mniejszych budynków, szczególnie tych starszych, które pozostają szczególnie narażone na wstrząsy. Szczególnie wrażliwe okazały się sztucznie usypane fragmenty lądu. Towarzyszące trzęsieniom ziemi wypiętrzenia i zapadliska, a także upłynnienie gruntu, spowodowało duże straty w Marina District podczas trzęsienia ziemi Loma Prieta w 1989 roku.
Charakterystyczną cechą miasta są jego wzgórza, których jest więcej niż 50 w jego granicach i od których wzięły swoje nazwy niektóre dzielnice, jak: Nob Hill, Pacific Heights, Russian Hill, Potrero Hill czy Telegraph Hill. W pobliżu geograficznego środka miasta, na południowy zachód od centrum, leży kilka mniej zaludnionych wzgórz. Dominuje Mount Sutro, na którym stoi Sutro Tower – duża czerwono-biała wieża radiowo-telewizyjna. Obok leżą wzgórza Twin Peaks – para wzgórz będąca jednym z najwyższych punktów w mieście i popularny punkt widokowy. Najwyższe wzgórze San Francisco to Mount Davidson, ok. 282 metrów wysokości, zwieńczone prawie 32 metrowym krzyżem wybudowanym tam w 1934 roku.

### Klimat

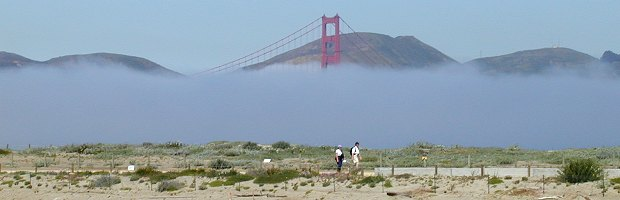
Mgła spowija Golden Gate Bridge i nadchodzi nad Crissy Field

San Francisco, jak i cała Kalifornia, leży w strefie klimatu śródziemnomorskiego, który cechują łagodne zimy z licznymi opadami i suche lata, co znalazło odzwierciedlenie w niepoprawnie przypisywanemu Markowi Twainowi cytacie: Najzimniejsza zima jaką kiedykolwiek przeżyłem to było lato w San Francisco (The coldest winter I ever spent was a summer in San Francisco.). Dodatkowy wpływ na klimat miasta ma woda, która otacza je z trzech stron. W szczególności zimny Prąd Kalifornijski zmniejsza wariacje klimatu, co owocuje umiarkowanymi temperaturami o małej amplitudzie rocznej. Natomiast połączenie zimnego powietrza znad oceanu i gorących jego mas znad lądu owocuje charakterystycznymi dla miasta mgłami, które wiosną i wczesnym latem spowijają zachodnią część miasta przez cały dzień. Mgła jest mniej widoczna we wschodniej części miasta i zwykle występuje tam późnym latem i jesienią, gdy temperatury są najwyższe.
Średnia najwyższa temperatura w San Francisco to 21 °C, która jest o 9 °C niższa niż dla miejsc położonych bardziej w głąb lądu, jak Livermore. Najwyższa zanotowana temperatura w San Francisco to 39 °C, odnotowana 17 lipca 1988 roku i 14 czerwca 2000 roku. Zimy w mieście są łagodne z najwyższymi temperaturami dziennymi sięgającymi 15 °C. Najniższe rzadko kiedy osiągają 0 °C i mniej, jakkolwiek rekordowa najniższa temperatura to −3 °C odnotowana 11 grudnia 1932 roku. Od maja do września, w okresie letnim, jest bardzo sucho, ale z kolei od listopada aż do marca opady deszczu są bardzo częste. Opady śniegu są niezwykle rzadkie, z około dziesięcioma przypadkami odnotowanymi od 1852. Największy opad śniegu zaobserwowany 5 lutego 1887, wyniósł od 9,4 cm w centrum miasta do 17,8 cm poza nim. Ostatni odnotowany opad śniegu w mieście miał miejsce 5 lutego 1976 roku, gdy spadło go ok. 2,5 cm.
Z powodu urozmaiconej topografii i wpływu wody w San Francisco występuje cała gama lokalnych zjawisk mikroklimatycznych. Wysokie wzgórza w geograficznym centrum miasta są odpowiedzialne za 20% różnicę w rocznych opadach pomiędzy różnymi częściami miasta. Osłaniają one także wschodnie dzielnice przed masami mgieł i zimnym powietrzem znad oceanu, które jest bardziej odczuwalne na zachodzie miasta. Przeciętnie wschodnia część miasta jest bardziej słoneczna, ze średnio 260 słonecznymi dniami w roku i 105 zachmurzonymi.
| Miesiąc                                                                            | Sty  | Lut  | Mar  | Kwi  | Maj  | Cze  | Lip  | Sie  | Wrz  | Paź  | Lis  | Gru  | Roczna |
| ---------------------------------------------------------------------------------- | ---- | ---- | ---- | ---- | ---- | ---- | ---- | ---- | ---- | ---- | ---- | ---- | ------ |
| Średnie temperatury w dzień [°C]                                                   | 13,8 | 15,7 | 16,6 | 17,3 | 17,9 | 19,1 | 19,2 | 20,1 | 21,2 | 20,7 | 17,3 | 13,9 | 17,7   |
| Średnie dobowe temperatury [°C]                                                    | 10,7 | 12,2 | 12,8 | 13,4 | 14,2 | 15,3 | 15,7 | 16,4 | 17,1 | 16,4 | 13,7 | 10,9 | 14,1   |
| Średnie temperatury w nocy [°C]                                                    | 7,6  | 8,6  | 9,2  | 9,6  | 10,6 | 11,6 | 12,3 | 12,8 | 12,8 | 12,1 | 10,1 | 7,8  | 10,4   |
| Opady [mm]                                                                         | 114  | 113  | 83   | 37   | 18   | 4    | 0    | 2    | 5    | 28   | 80   | 116  | 601    |
| Średnia liczba dni deszczowych                                                     | 11,7 | 11,1 | 11,0 | 6,5  | 3,8  | 1,5  | 0,3  | 1,0  | 1,7  | 3,9  | 8,9  | 11,6 | 73     |
| Średnie usłonecznienie [h]                                                         | 186  | 208  | 269  | 309  | 325  | 311  | 313  | 287  | 271  | 247  | 173  | 161  | 3062   |
| Źródło: NOAA (liczba dni z opadami dla wartości 0,3 mm, 8 km od oceanu, 1981-2010) |      |      |      |      |      |      |      |      |      |      |      |      |        |

| Sty  | Lut  | Mar  | Kwi  | Maj  | Cze  | Lip  | Sie  | Wrz  | Paź  | Lis  | Gru  | Rok  |
| ---- | ---- | ---- | ---- | ---- | ---- | ---- | ---- | ---- | ---- | ---- | ---- | ---- |
| 11,8 | 11,8 | 12,1 | 11,6 | 11,7 | 11,6 | 12,9 | 13,7 | 14,0 | 13,8 | 12,9 | 12,5 | 12,6 |

## Podział miasta

### Osiedla

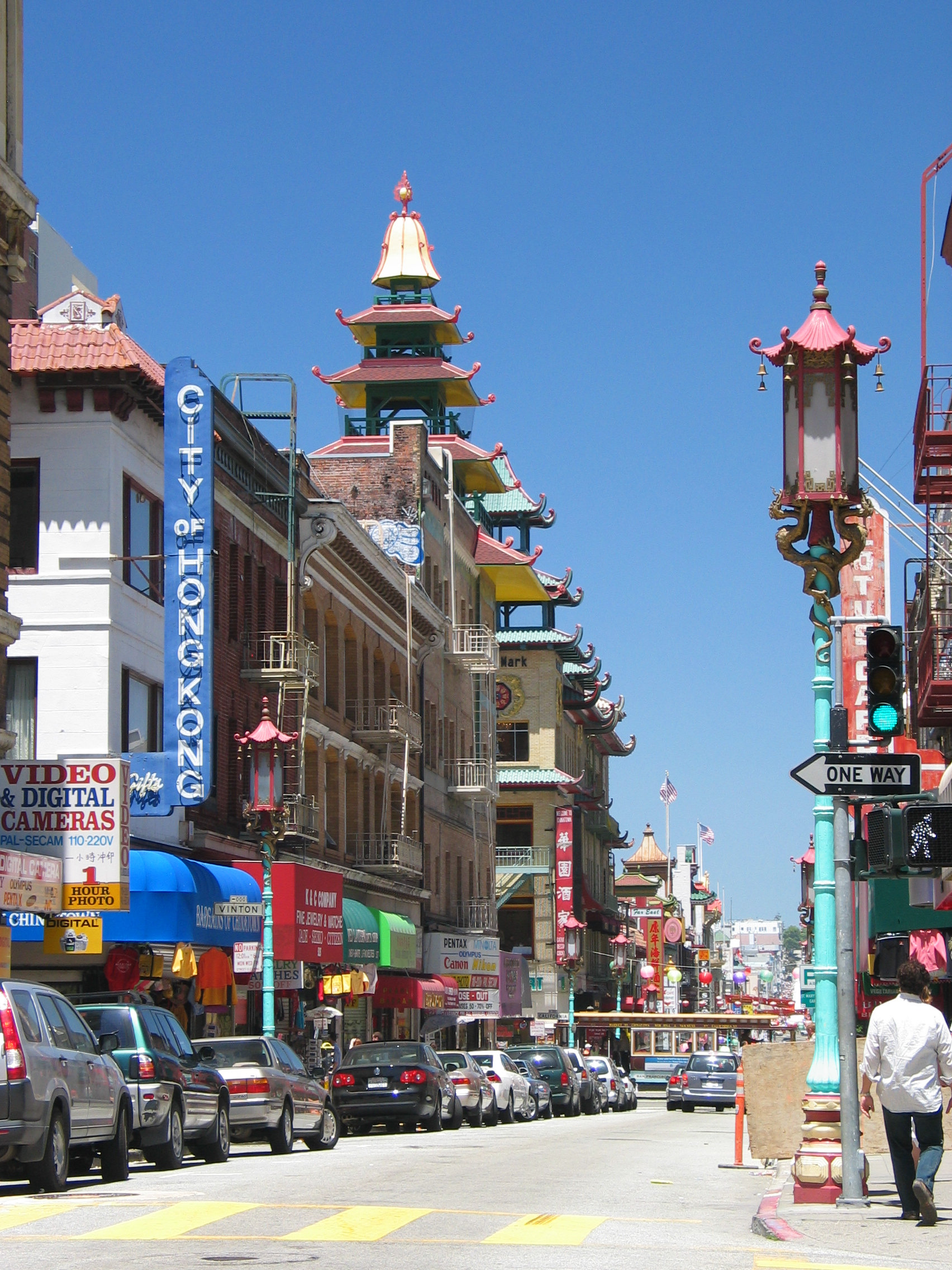
Chinatown, San Francisco – jedno z największych i najstarszych w Stanach Zjednoczonych

W San Francisco wyróżnia się tradycyjnie ponad 100 osiedli (ang. neighborhoods) z unikatowymi nazwami. Mają one różną wielkość, obejmując obszar od kilku do kilkunastu przecznic. Granice między osiedlami są zwykle umowne i oparte na historii okolicy oraz świadomości mieszkańców.
Historyczne centrum miasta leży w jego północno-wschodniej części, ograniczonej od południa Market Street. Tam znajduje się Financial District, Union Square i skupia się większość najwyższych budynków miasta, dużych domów towarowych i hoteli. Tu swój bieg zaczyna linia zabytkowego tramwaju linowego, łącząca centrum z położonym wyżej Chinatown i Nob Hill oraz z leżącym po drugiej stronie miasta portem z będącym atrakcją turystyczną Fisherman's Wharf. Także w tym rejonie znajdują się Russian Hill, osiedle mieszkalne na wzgórzu, na które wspina się osławiona swoimi serpentynami Lombard Street; osiedle włoskich imigrantów North Beach; czy Telegraph Hill z wieżą widokową Coit Tower. Tuż obok centrum znajduje się Tenderloin, osiedle o jednym z najwyższych współczynników przestępczości i liczbie bezdomnych.
Na południe od Market Street leży osiedle South of Market (SOMA), swojego czasu skupiające zamierający przemysł, a obecnie zmieniające swój profil. Podczas bańki internetowej w okolicy zaczęły się osadzać liczne firmy z branży, powstały wieżowce i apartamentowce (manhattanizacja). Przekształciły się także sąsiednie South Beach czy Mission Bay, w którym zlokalizowano część kampusu Uniwersytetu Kalifornijskiego w San Francisco.
Osiedle Mission District, leżące dalej na południe, to od lat 50. XX wieku okolica z przewagą meksykańskich i latynoamerykańskich emigrantów. Osiedle powstało, gdy tereny te zaczęli zaludniać robotnicy-imigranci z Niemiec, Irlandii, Włoch czy krajów skandynawskich. W 1914 roku napłynęła tu dodatkowo fala imigrantów z Ameryki Środkowej, zatrudnionych przy budowie Kanału Panamskiego.
Południowo-centralna część miasta jest zdominowana przez liczne wzgórza. Tę część miasta charakteryzuje lekka zabudowa mieszkalna, nieregularny układ ulic oraz liczne tereny zielone, rekreacyjne i parki.
Zamieszkałe są także należące do miasta Treasure Island (uprzednio baza wojskowa) i sąsiednia Yerba Buena Island, połączone ze stałym lądem mostem Bay Bridge.

### Parki i plaże

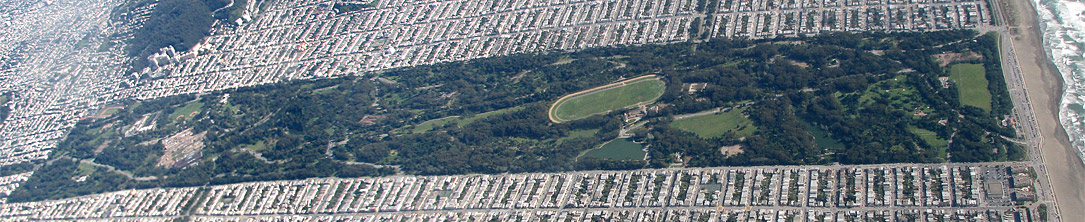
Golden Gate Park widziany z powietrza. Część wybrzeża po prawej stronie to Ocean Beach

Parki stanowią 18% powierzchni miasta. W sumie 229 parków, skwerów i terenów rekreacyjnych zajmuje 1772 hektary, włączając w to 388 ha poza granicami miasta. Golden Gate Park, pozostałe parki w samym San Francisco i jego okolicy, była baza wojskowa Presidio, wraz z jej częścią zwaną Crissy Field, w którym został przywrócony naturalny ekosystem słonych bagien, oraz wyspa Alcatraz są częściami Golden Gate National Recreation Area. Dodatkowo w południowo-zachodniej części miasta leży Jezioro Merced – słodkowodny zbiornik otoczony terenami parkowymi.
Największym (410 ha) i najbardziej uczęszczanym parkiem w mieście jest Golden Gate Park, który rozciąga się od środka miasta w kierunku Pacyfiku. Pierwotnie teren parku zajmowały wydmy porośnięte miejscowymi trawami, ale w 1870 roku, gdy zakładano park, teren obsadzono tysiącami odmian drzew i innych roślin pochodzących z całego świata. W parku znajdują się liczne dodatkowe obiekty jak: Conservatory of Flowers, Japoński Ogród Herbaciany i Arboretum Strybing. Dodatkowo w mieście rozsianych jest szereg mniejszych parków, skwerów i terenów rekreacyjnych, otoczonych zwykle przez osiedla mieszkalne.

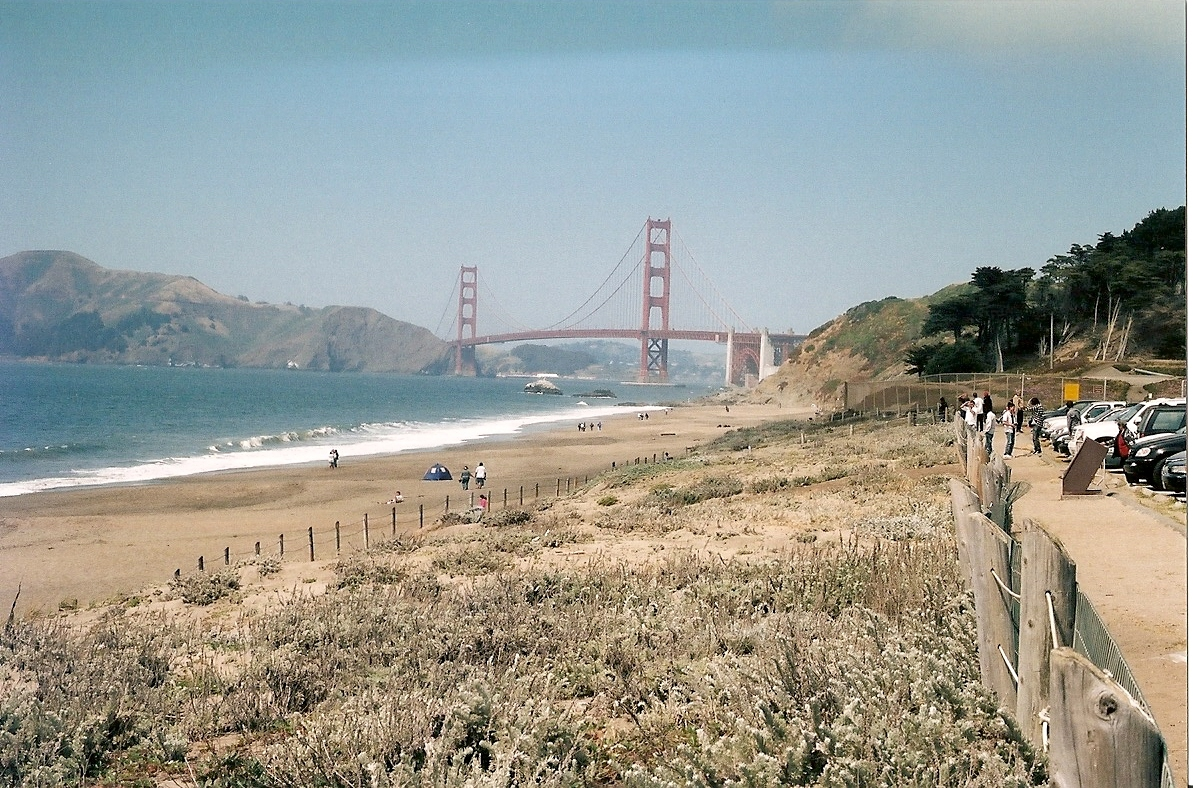
Baker Beach. W oddali klify na północnym zachodzie miasta i most Golden Gate

Poczynając od cieśniny Golden Gate na północy, wybrzeże pacyficzne San Francisco stanowią naturalne plaże i klify. Plaże to m.in.: Baker Beach – niewielka, długości ok. 800 m plaża położona na brzegu samej cieśniny, na zachód od mostu Golden Gate. Plaża ta była częścią terenów wojskowych Presidio, po zdemilitaryzowaniu tego rejonu stała się plażą publiczną. Północno-zachodni kraniec półwyspu opada do morza stromymi klifami, natomiast zachodnią granicą miasta jest leżąca nad Pacyfikiem Ocean Beach. Zimne i silne prądy brzegowe nie sprzyjają kąpieli, na plaży odnotowano wypadki utonięć. Poniżej południowego krańca plaży leżą tereny Fortu Funston, dawnej bazy wojskowej, w której stacjonowała bateria rakiet Nike, chroniących wybrzeże. Jest to jedyna część Golden Gate National Recreation Area, gdzie dozwolone jest wyprowadzanie psów bez smyczy. Bezpośrednio na wschód od mostu Golden Gate rozciąga się Crissy Field; nadmorski park-łąka założony na miejscu starego lotniska po zaadaptowaniu i oczyszczeniu tych terenów. Na wschód od Crissy Field cała długość północnego i wschodniego wybrzeża (od strony Zatoki) San Francisco jest uregulowana. Stanowią je nabrzeża portowe, pirsy, mariny i inne konstrukcje związane z portowym charakterem miasta.

## Samorząd i administracja

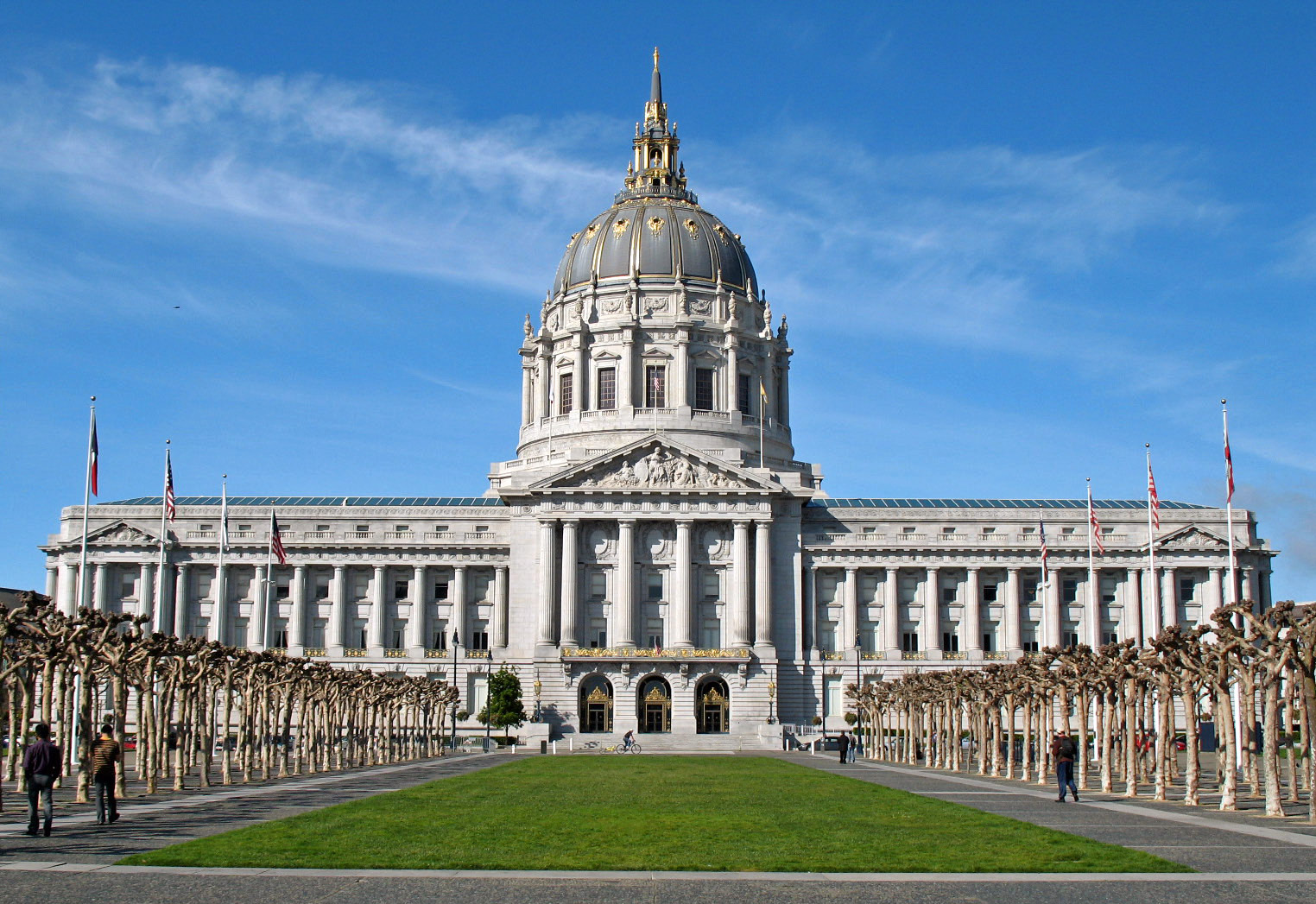
Ratusz w San Francisco

Administracyjnie San Francisco to miasto-hrabstwo, czyli miasto, które zostało połączone z hrabstwem (ang. Consolidated city-county). Status ten posiada od 1856 roku. Jest to jedyny taki twór administracyjny w Kalifornii. Burmistrz San Francisco jest także administratorem hrabstwa, a Rada Nadzorcza hrabstwa San Francisco (ang. Board of Supervisors) działa jak rada miejska. Regulowana przez status miejski, samorząd San Francisco ma formę dwudzielną. Władza wykonawcza, na czele której stoi burmistrz, to wybieralni oraz mianowani na stanowiska urzędnicy miejscy, a także pracownicy służb publicznych. Władzę ustawodawczą sprawuje 11-osobowa Rada Nadzorcza, na czele której stoi przewodniczący, i która jest odpowiedzialna za ustanawianie praw, uchwał, budżetu i innych. Udział w uchwalaniu ustaw mogą brać także mieszkańcy miasta w ramach inicjatywy ludowej.

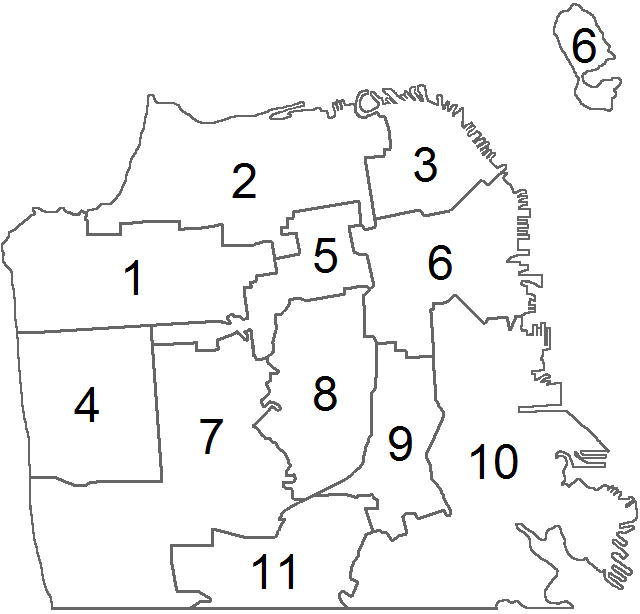
Podział miasta na 11 dzielnic (districts)

Członkowie Rady Nadzorczej wybierani są jako reprezentanci 11 numerowanych dzielnic-okręgów wyborczych (ang. districts), na które oficjalnie podzielone jest San Francisco. W razie śmierci lub rezygnacji aktualnego burmistrza jego urząd przejmuje Przewodniczący Rady Nadzorczej, jak miało to miejsce w 1978 roku, gdy Dianne Feinstein przejęła urząd po morderstwie George’a Moscone’a.
Z powody swojego unikatowego statusu miasta-hrabstwa, lokalny samorząd ma w swojej jurysdykcji także własność i tereny, które leżą poza granicami miasta. Port lotniczy San Francisco, mimo tego że formalnie leży w hrabstwie San Mateo jest własnością i pod administracją Miasta i hrabstwa San Francisco. Miastu, ustawą Rakera z 1913 roku, oddano także w wieczystą dzierżawę Hetch Hetchy Valley oraz jej dorzecze w Parku Narodowym Yosemite.
W 2006 roku Rada Nadzorcza uchwaliła ustawę powołującą do życia program Healthy San Francisco (pol. Zdrowe San Francisco), czyniącą go pierwszym miastem w Stanach Zjednoczonych zapewniającym opiekę zdrowotną nawet nieubezpieczonym mieszkańcom.
Budżet miejski na rok rozliczeniowy 2007–2008 zamknął się na poziomie ponad 6 miliardów dolarów.
W San Francisco mają swoją siedzibę także jednostki rządu federalnego, m.in.: Sąd Apelacyjny dla Dziewiątego Okręgu, Bank Rezerw Federalnych, Mennica Państwowa. Dodatkowo do roku 1990, zanim je zlikwidowano, w granicach miasta znajdowały się trzy duże instalacje wojskowe: na Presidio, Treasure Island oraz stocznia marynarki wojennej w San Francisco na Hunters Point. Okres stacjonowania wojska w mieście jest wspominany podczas dorocznego festynu – Fleet Week. Dodatkowo San Francisco jest wykorzystywane jako siedziba dla stanowego Kalifornijskiego Sądu Najwyższego (ang. Supreme Court of California) oraz innych instytucji stanowych. W mieście mają także swoje placówki dyplomatyczne inne państwa; w sumie w San Francisco jest ponad 70 konsulatów.

## Demografia
San Francisco, z populacją szacowaną na 827 526 osób (stan na 1 lipca 2024 roku), jest miastem o dużej gęstości zaludnienia, wynoszącej około 7194 os./km² (18 634 os./milę kwadratową). Plasuje się jako drugie najgęściej zaludnione duże miasto w Stanach Zjednoczonych, zaraz po Nowym Jorku.
Miasto to stanowi również główny ośrodek aglomeracji San Francisco Bay Area. Jest także istotną częścią Połączonego Obszaru Statystycznego (Combined Statistical Area, CSA) San Jose-San Francisco-Oakland, którego populacja wynosi ponad 9,16 mln mieszkańców (stan na 1 lipca 2024 roku), co czyni go piątym co do wielkości tego typu obszarem w Stanach Zjednoczonych.

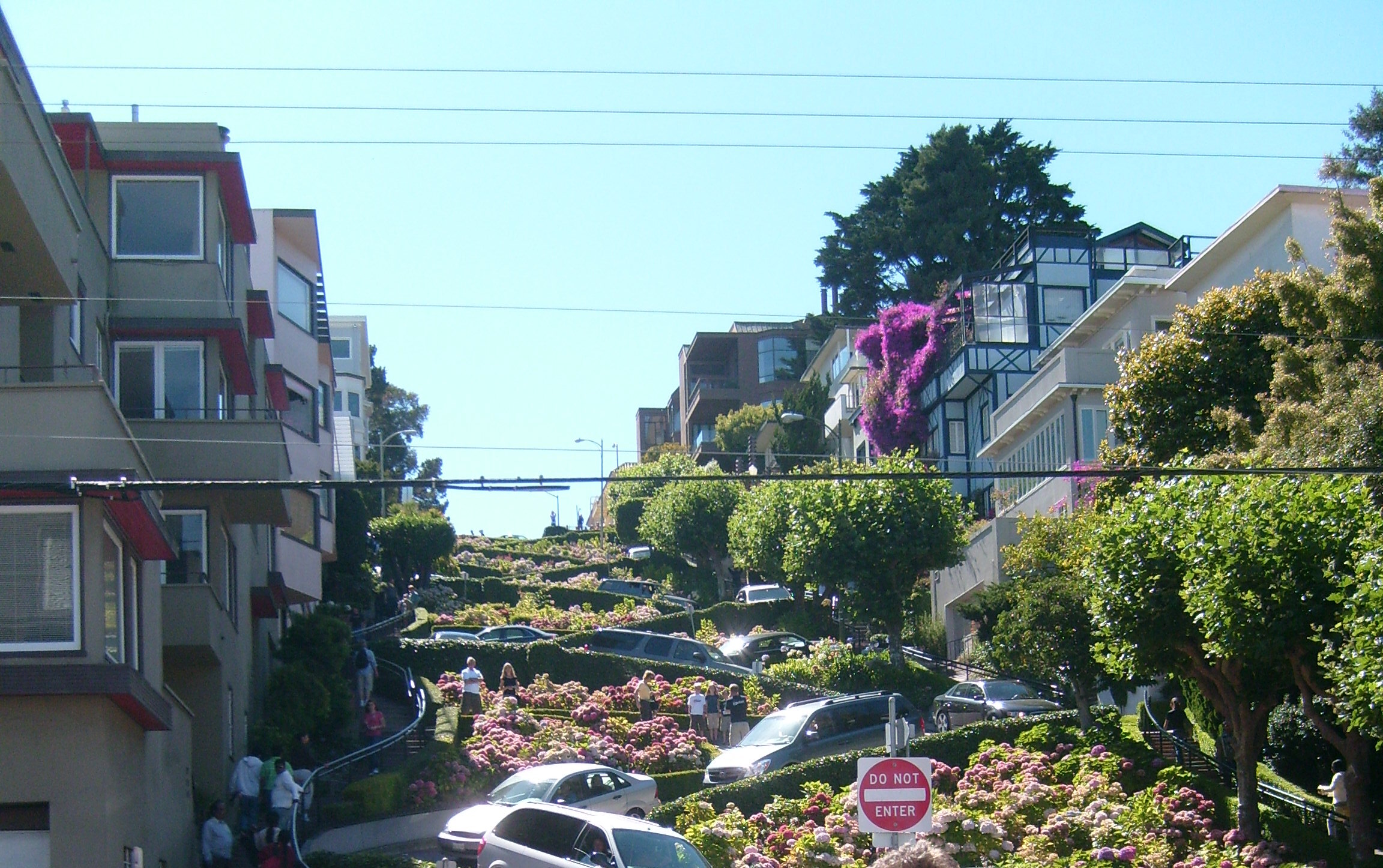
Jedna z ulic w San Francisco

Jak i w wielu innych dużych miastach Stanów Zjednoczonych, w ludności San Francisco stosunkowo duży udział mają „mniejszości” etniczne. Mieszkańcy rasy białej pochodzenia nie-latynoskiego stanowią mniej niż połowę populacji. Według danych pięcioletnich z 2023 roku, ludzie rasy białej stanowili 40,5% mieszkańców (37,5% pochodzenia nie-latynoskiego); 35% Azjaci; 5,1% ludzie rasy czarnej (włączając w to Afroamerykanów); 0,7% Indianie Ameryki Północnej lub rdzenni mieszkańcy Alaski; 0,4% rdzenni mieszkańcy Hawajów i innych wysp Pacyfiku i 10,7% było rasy mieszanej. 15,9% ludności stanowili ludzie pochodzenia latynoskiego.
San Francisco charakteryzuje się bardzo zróżnicowaną populacją pod względem miejsca urodzenia. Najnowsze dane (z lat 2019-2023) wskazują, że jedynie około 37,7% mieszkańców urodziło się w Kalifornii. Co więcej, ponad jedna trzecia, bo aż 34,2% mieszkańców, to osoby urodzone poza Stanami Zjednoczonymi.
Do największych grup głównego miasta należały osoby pochodzenia chińskiego (21,2%), meksykańskiego (7,8%), irlandzkiego (7,5%), niemieckiego (7,1%), angielskiego (6%), włoskiego (4,5%), filipińskiego (4,1%) i afroamerykańskiego.
Zgodnie z najnowszymi danymi z Williams Institute (uznawanego za wiodący ośrodek badawczy demografii i praw osób LGBTQ+), obszar metropolitalny San Francisco-Oakland-Berkeley ma najwyższy odsetek dorosłych osób o orientacji homoseksualnej i transpłciowej spośród wszystkich dużych obszarów metropolitalnych w Stanach Zjednoczonych. Według raportu z 2021 roku, 6,7% mieszkańców San Francisco/Bay Area identyfikuje się jako LGBT.
Mediana wysokości dochodów na gospodarstwo domowe w San Francisco wynosiła w 2022 roku 136 692 USD, a w okresie 2019-2023 (w dolarach z 2023 roku) 141 446 USD, plasując miasto wśród czołowych pod względem zamożności w kraju. Mieszkańcy plasujący się ze swoimi dochodami poniżej relatywnej granicy ubóstwa stanowią około 10,6%, co jest wartością zbliżoną do średniej krajowej i jedną z najniższych dla dużych miast notowanych przez U.S. Census Bureau. Zgodnie z krajowym trendem, migracja rodzin klasy średniej poza miasto oraz ekstremalnie wysokie koszty utrzymania powiększają różnice pomiędzy dochodami mieszkańców, a także przyczyniają się do obniżenia odsetku dzieci w strukturze ludnościowej. Dzieci w wieku do 18 lat stanowią około 13,7% ludności miasta, co jest jednym z najniższych wskaźników spośród dużych miast Ameryki.
Bezdomność pozostaje chroniczną przypadłością San Francisco i kontrowersyjnym problemem od lat 80. XX wieku. Miasto nadal ma jeden z najwyższych odsetków bezdomnych w stosunku do liczby mieszkańców spośród dużych miast amerykańskich. Według danych ze stycznia 2024 roku, w San Francisco odnotowano 8323 osoby doświadczające bezdomności, co oznacza wzrost o 7,3% od 2022 roku. Wskaźnik ten wynosi 959 bezdomnych na 100 tys. mieszkańców, co plasuje miasto na pierwszym miejscu w kraju.
Firmy w mieście ciągle borykają się z wysokimi kosztami i aktywnie poszukują sposobów na ich optymalizację, często wykorzystując elastyczne modele pracy i oferując zachęty do przenoszenia się poza obszar metropolitalny San Francisco. San Francisco i cała Dolina Krzemowa to regiony o jednych z najwyższych kosztów wynajmu biur, wynagrodzeń i ogólnych kosztów operacyjnych dla firm. Ceny mieszkań w San Francisco należą do najwyższych nie tylko w Stanach Zjednoczonych, ale i na świecie.

## Gospodarka

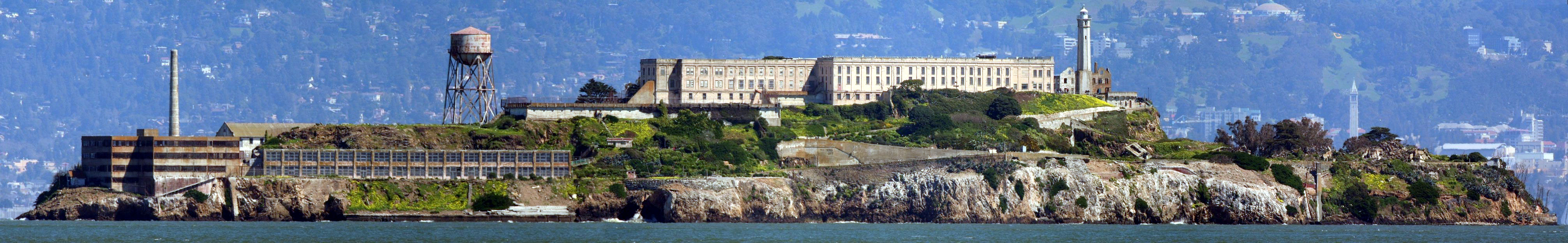
Alcatraz odwiedza 1,5 miliona turystów rocznie

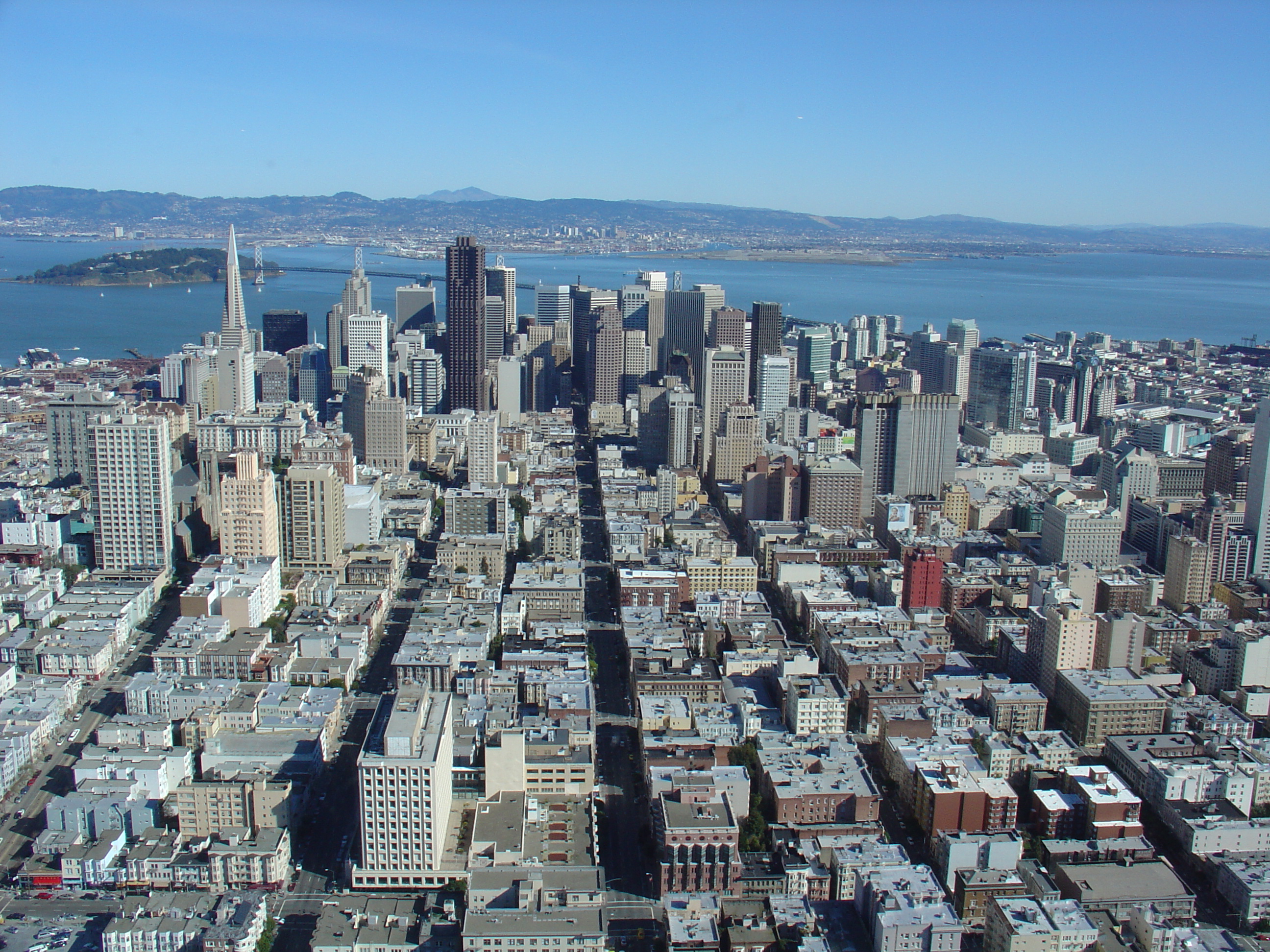
Centrum San Francisco z widokiem na biurowce w Financial District

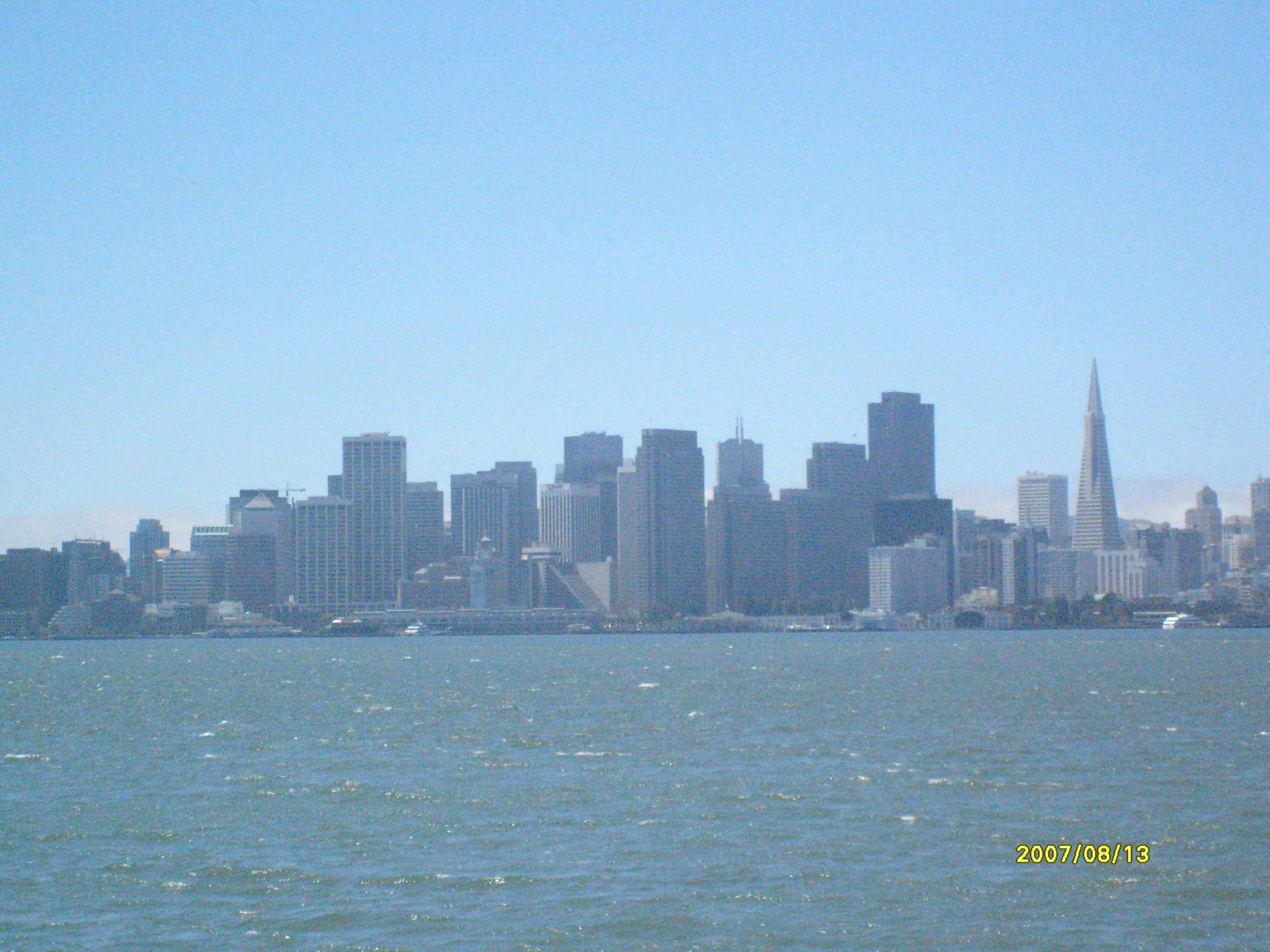

Obecnie podstawą gospodarki San Francisco jest turystyka. Miasto wraz ze swoimi atrakcjami, spopularyzowane w sztuce i kulturze, stało się szeroko rozpoznawalne na świecie. San Francisco przyciąga czwartą co do wielkości liczbę turystów spośród wszystkich miast w Stanach Zjednoczonych z Pier 39 na Fisherman's Wharf, jako trzecią co do popularności atrakcją turystyczną w kraju. W 2007 roku miasto odwiedziło ponad 16 milionów turystów, wprowadzając do jego gospodarki ponad 8,2 miliarda dolarów. San Francisco, ze swoim dużym zapleczem hotelowym oraz światowej klasy centrum konferencyjnym Moscone Center, jest także jednym spośród dziesięciu najpopularniejszych miejsc do organizowania konferencji i konwentów.
Na początku XX wieku miasto stało się głównym centrum bankowym i finansowym na Zachodnim Wybrzeżu. Montgomery Street w Financial District była znana jako „Wall Street Zachodu” ze znajdującymi się przy niej m.in.: Bankiem Rezerw Federalnych, główną siedzibą korporacji Wells Fargo, a także obecnie już nie działającą Pacific Coast Stock Exchange (Giełda Papierów Wartościowych Wybrzeża Pacyficznego). W San Francisco powstał także Bank of America, pionier usług dla klasy średniej, który na swoją siedzibę wybudował w 1960 roku nowoczesny budynek na 555 California Street. W mieście mają swoje siedziby lub oddziały także inne instytucje finansowe, banki i spółki venture capital, jak m.in.: Charles Schwab Corporation, Bank of the West, Union Bank of California, Visa czy United Commercial Bank. Z ponad trzydziestoma międzynarodowymi instytucjami finansowymi, sześcioma firmami z listy Fortune 500 i rozbudowaną infrastrukturą oraz profesjonalnym rynkiem usług w sektorach takich jak: prawo, public relations, architektura i projektowanie, San Francisco jest uważane za jedną z metropolii globalnych. Miasto w 2005 roku zajmowało piętnastą pozycję na świecie i ósmą w kraju na liście miast z najwyższym PKB.
Gospodarka San Francisco jest ściśle powiązana z sąsiednimi, jak np. od południa z San Jose i Doliną Krzemową, z którymi dzieli zapotrzebowanie na wykształconych pracowników oraz specjalistów. Samo miasto silnie wspiera przemysł biotechnologiczny oraz biomedyczny, będąc dużym ośrodkiem skupiającym przedsięwzięcia z tychże dziedzin. Mission Bay, w której powstał drugi kampus Uniwersytetu Kalifornijskiego San Francisco, stał się lokalnym centrum z niezbędną do badań infrastrukturą i budynkami. Mieści się tam także siedziba Kalifornijskiego Instytutu Medycyny Regeneracyjnej – agencji publicznej sponsorującej badania komórek macierzystych w stanie Kalifornia.
Małe przedsiębiorstwa zatrudniające mniej niż 10 pracowników oraz przedsięwzięcia jednoosobowe stanowiły w 2006 85% wszystkich firm, a liczba mieszkańców pracujących w przedsiębiorstwach zatrudniających więcej niż 1000 pracowników spadła od 1977 roku o połowę. Miasto świadomie ogranicza rozwój dużych sieci handlowych, hurtowni i hipermarketów w mieście. Rada Nadzorcza wykorzystała w tym celu plan zagospodarowania, by zawęzić tereny, na których dozwolona by była taka działalność gospodarcza, co spotkało się z poparciem mieszkańców.

## Transport

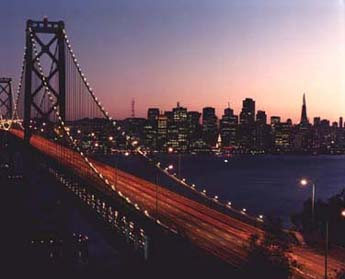
Bay Bridge – most łączący San Francisco z Oakland

### Transport drogowy
Ze względu na szczególne ulokowanie geograficzne, wykluczające praktyczne funkcjonowanie obwodnic, a także na skutek nasilonych tu zwłaszcza pod koniec lat 50. XX wieku protestów społecznych przeciwko szybkiemu rozwojowi sieci autostrad (tzw. freeway revolts), San Francisco jako jedno z nielicznych miast amerykańskich zamiast typowego dla Ameryki systemu autostrad (ang. highways) przyjęło popularny w Europie system komunikacyjny oparty na sieci arterii drogowych. Tendencja ta uwidacznia się również w decyzjach podjętych po trzęsieniu ziemi Loma Prieta z roku 1989, kiedy to postanowiono zburzyć Embarcadero oraz część Central Freeway i przekształcić je w zwykłe drogi.

### Transport publiczny
Niemal jedna trzecia mieszkańców miasta dojeżdża do pracy korzystając z transportu publicznego, tak wynika z badań przeprowadzonych w 2005 roku. Transport w obrębie miasta jest zarządzany przez San Francisco Municipal Railway (znany jako Muni). System, który jest własnością miasta, działa jako system stanowiący połączenie lekkiej kolei i metra (Muni Metro) oraz sieci autobusowej i trolejbusowej. Te tramwaje jeżdżą po ulicach dzielnic peryferyjnych zaś w centrum kursują w podziemnym tunelu. Ponadto Muni posiada linię tramwajową F Market & Wharves, której trasa wiedzie od dzielnicy Castro ulicą Market Street do Fisherman’s Wharf i która jest ikoną systemu tramwajowego w San Francisco wpisaną na listę National Historic Landmark. Linie kolejowe podmiejskie należą do dwóch uzupełniających się wzajemnie przewoźników. Bay Area Rapid Transit (BART) to regionalny system metra łączący San Francisco z East Bay przez podwodny tunel, Tube Transbay. Linia prowadzi także pod Market Street do Civic Center, gdzie skręca na południe do Mission District i dalej na południe przez Hrabstwo San Mateo do międzynarodowego lotniska San Francisco i do Millbrae. Linia kolejowa należąca do systemu Caltrain prowadzi z San Francisco na południe półwyspu do San Jose. Linia ta została zbudowana w roku 1863 i przez wiele lat była własnością Southern Pacific.

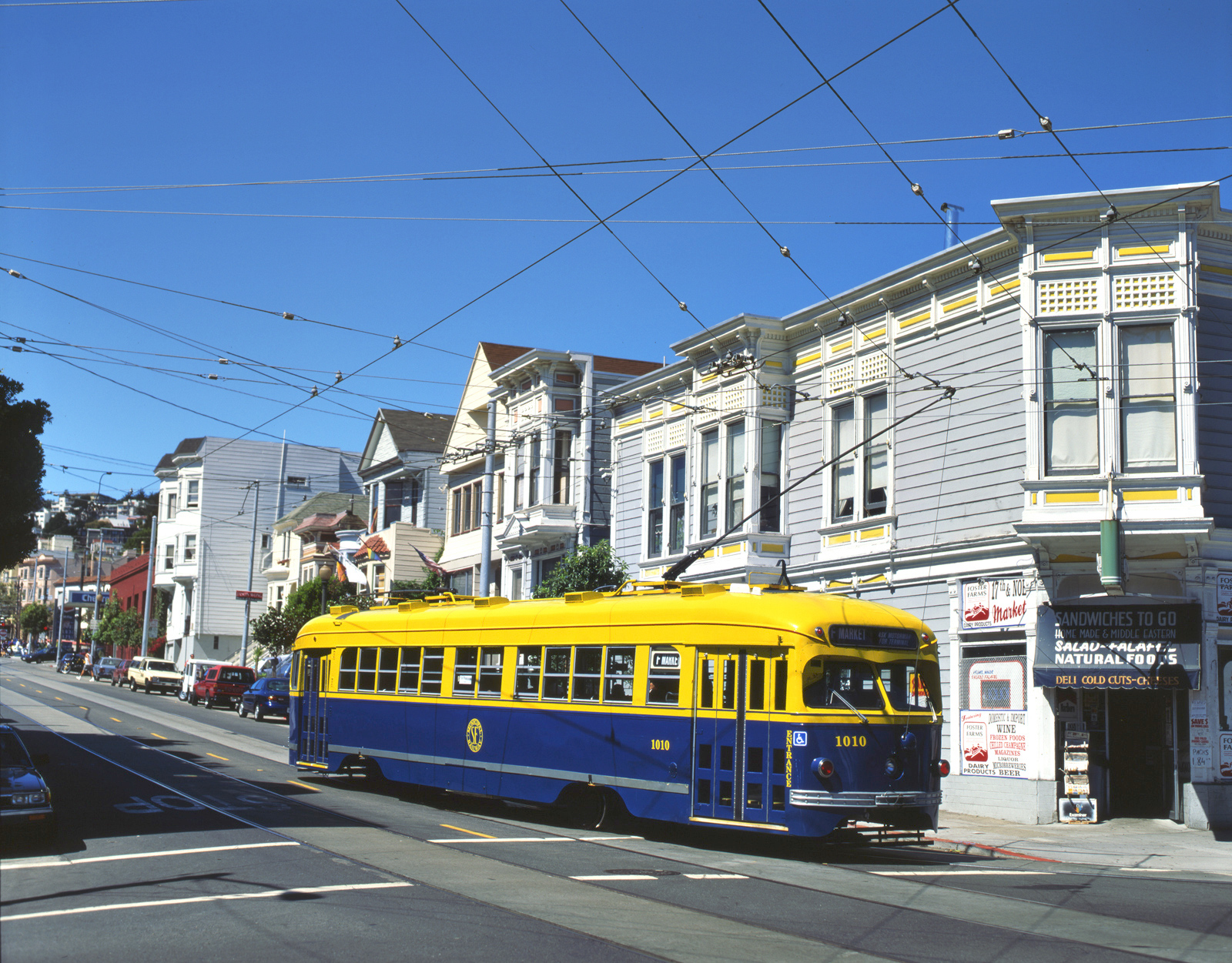
Tramwaj w San Francisco
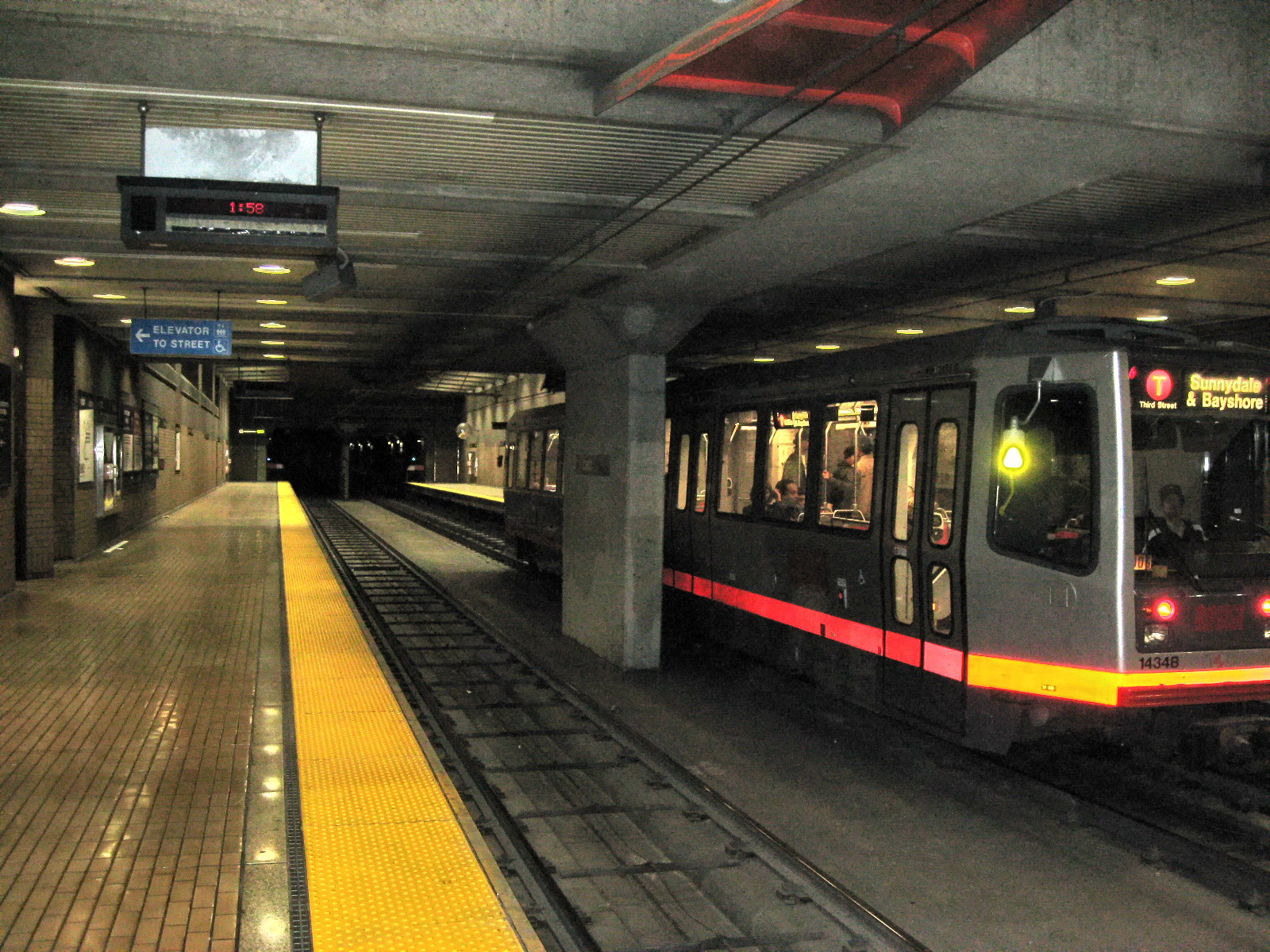
Tramwaj na podziemnym przystanku Muni Metro Church Street
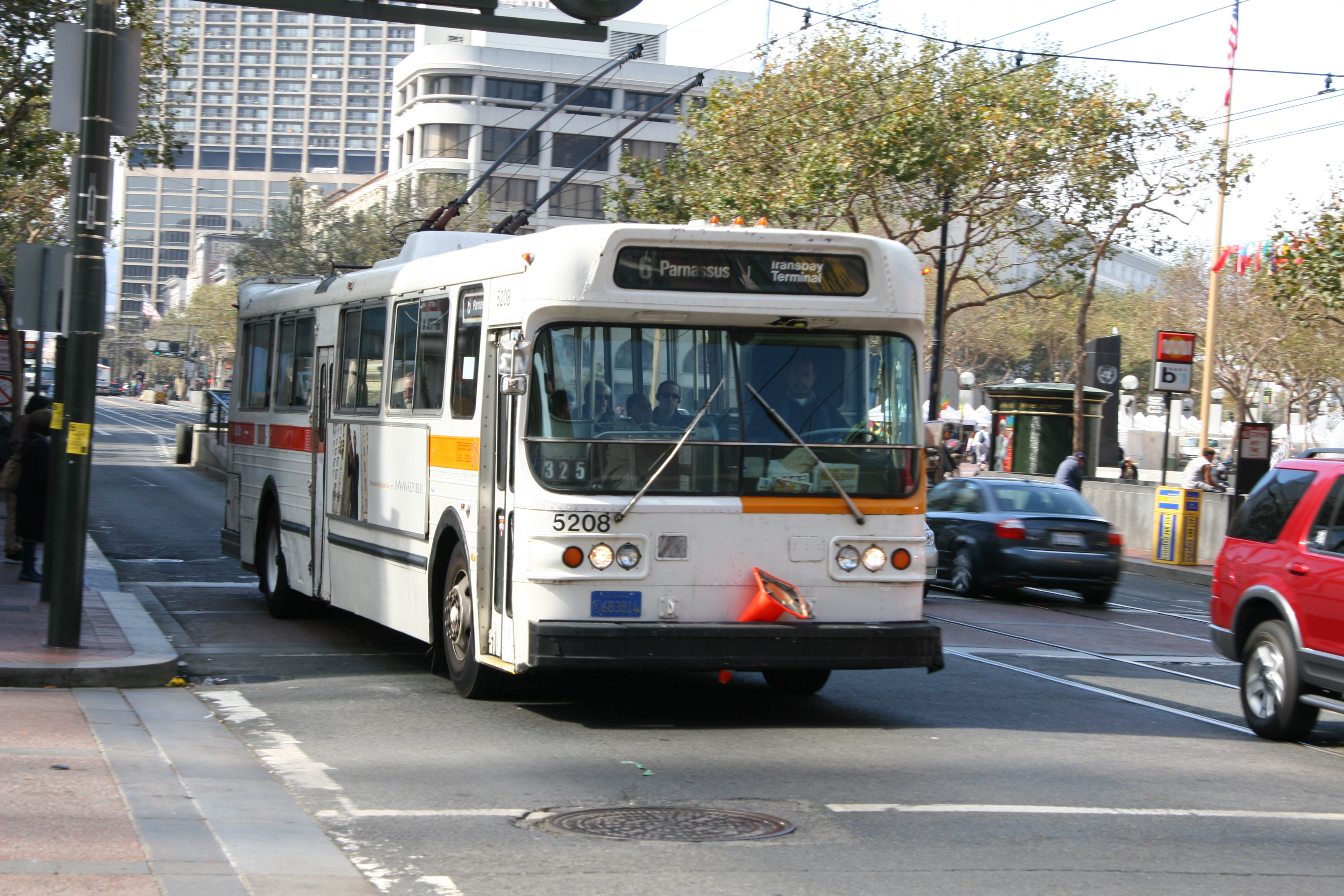
Trolejbus w San Francisco
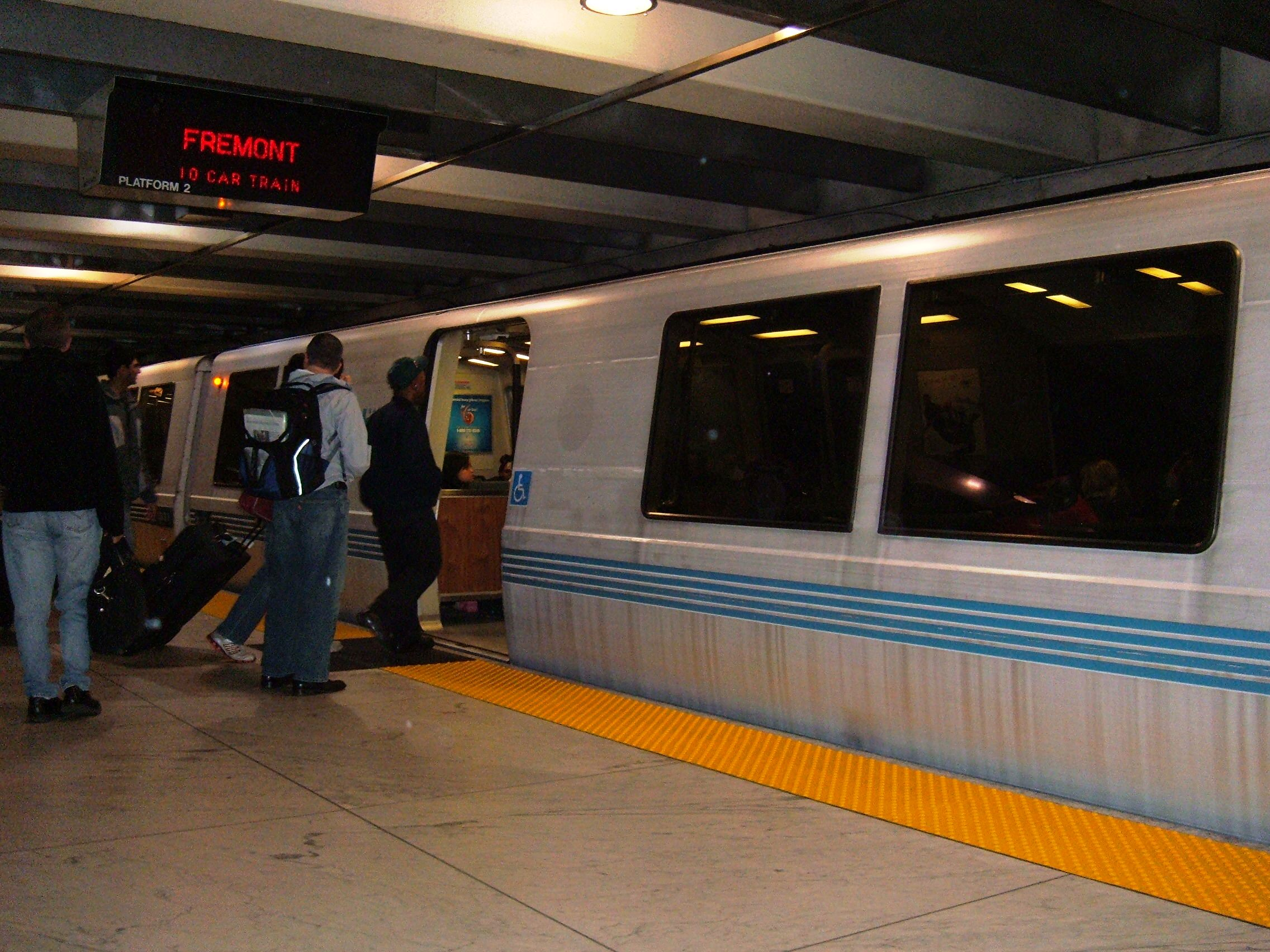
Pociąg BART na stacji metra Embarcadero
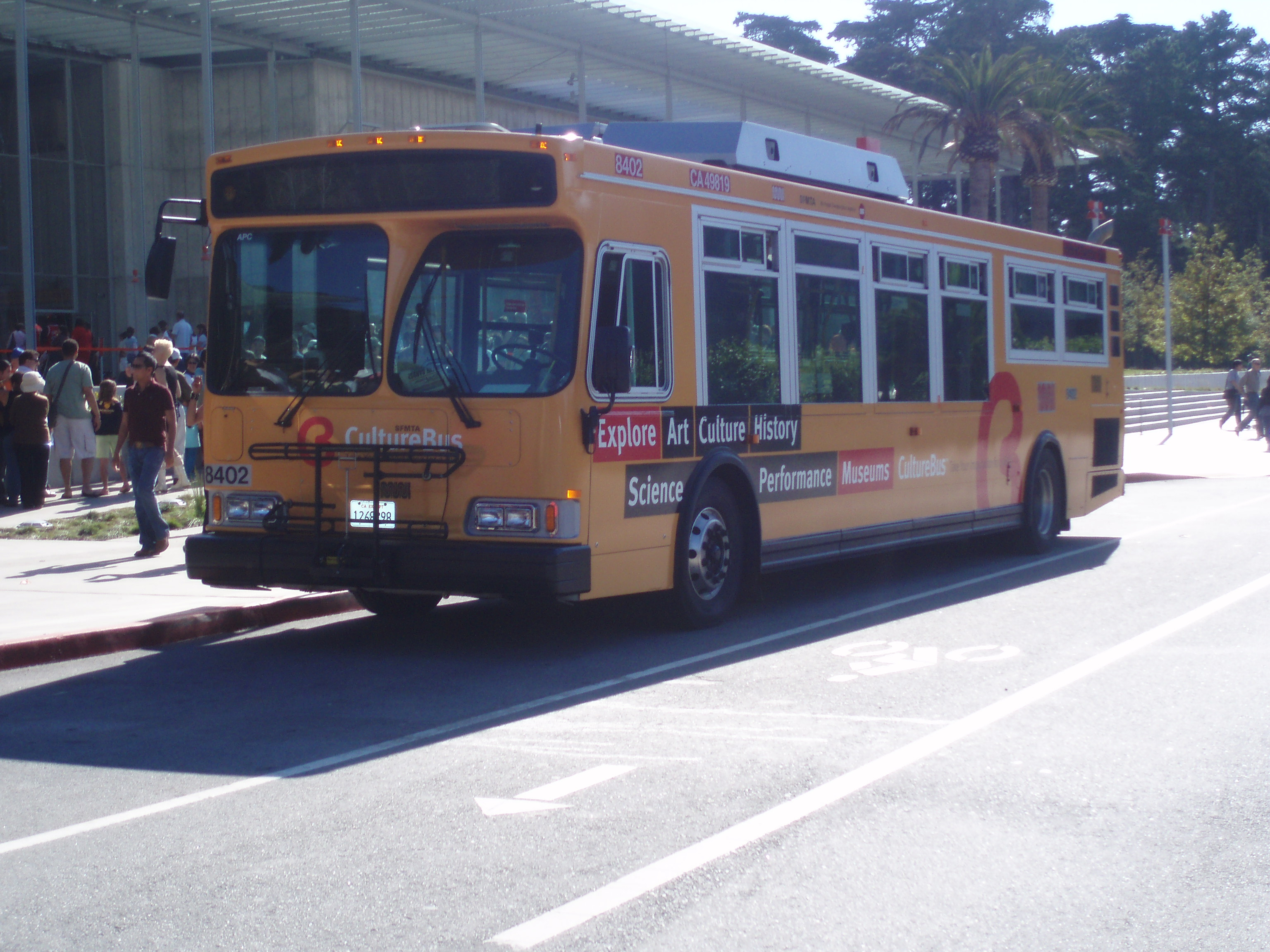
Autobus w San Francisco
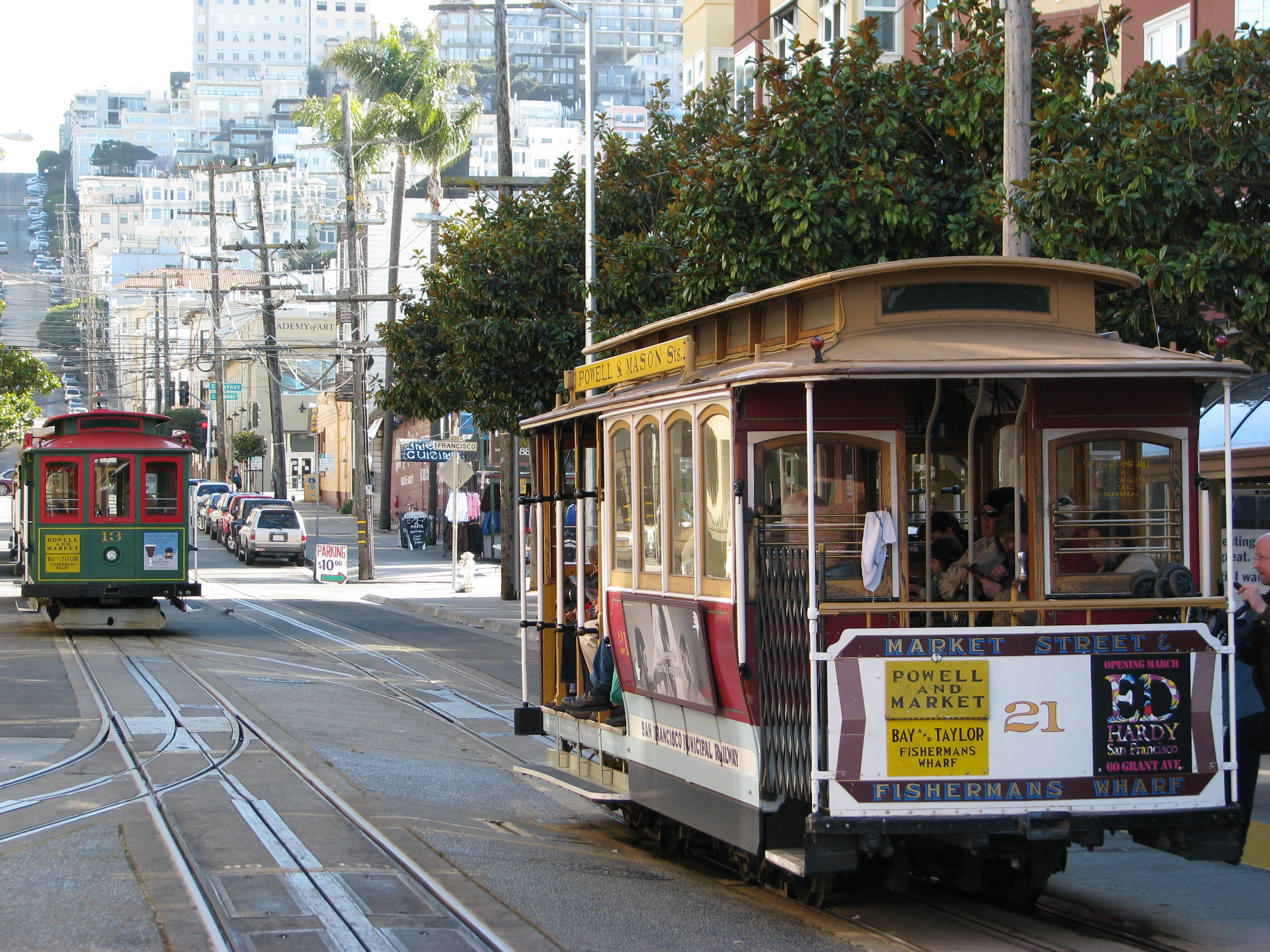
Tramwaje linowe na trasie linii Powell-Mason line
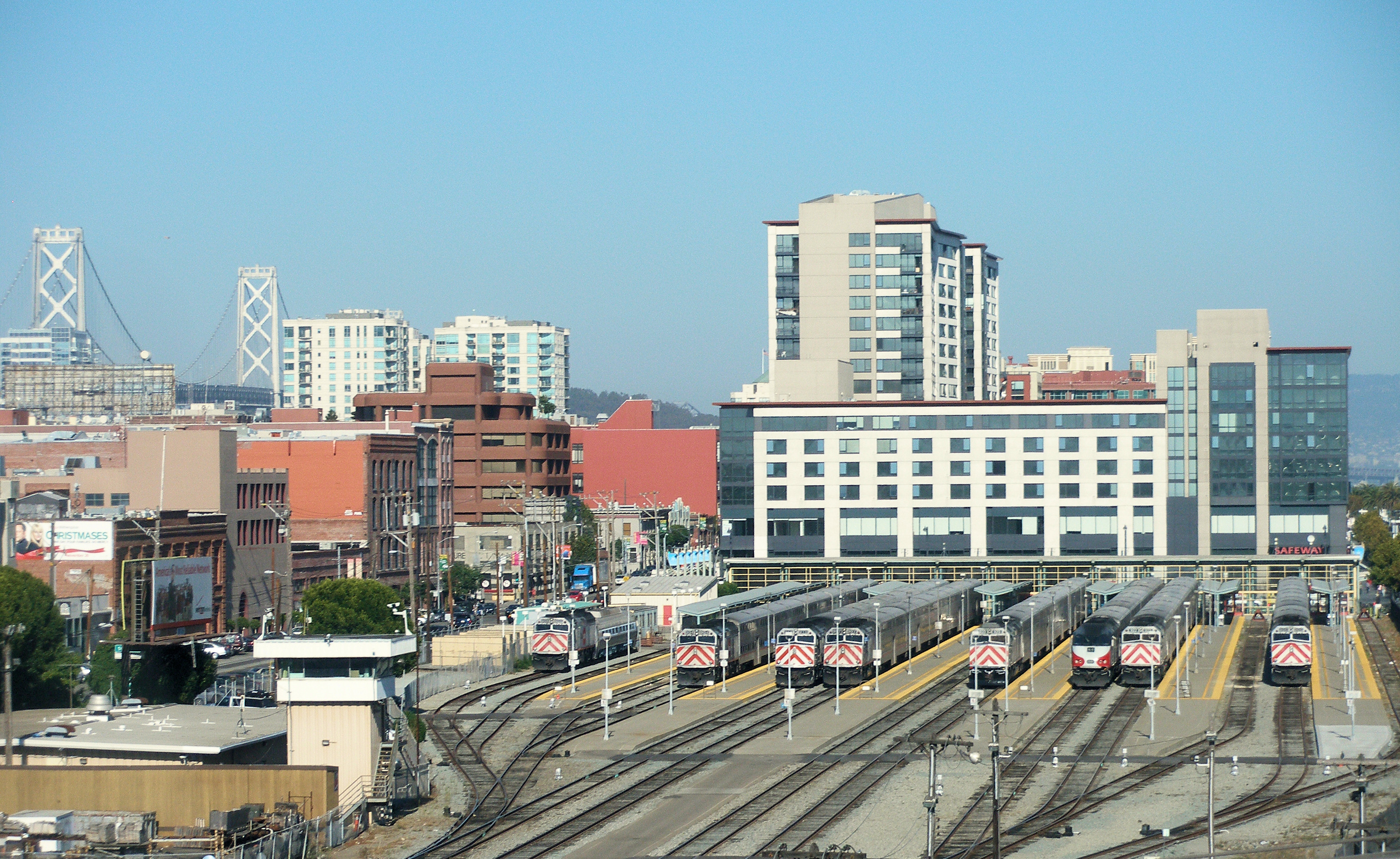
Widok na dworzec kolejowy Caltrain Depot w San Francisco

### Transport lotniczy

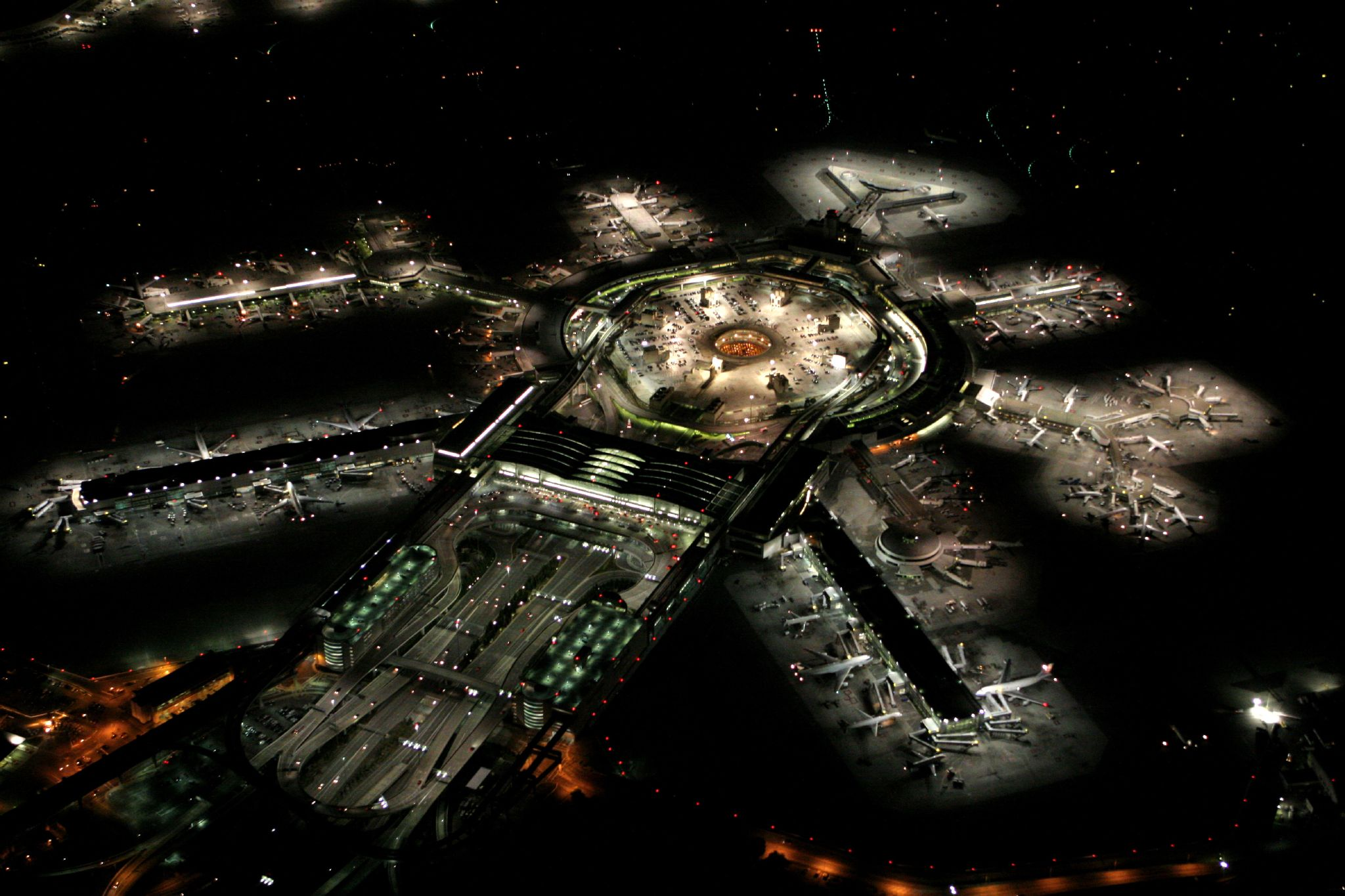
Lotnisko San Francisco w nocy (2005)

Port lotniczy San Francisco (SFO) położony jest 21 km na południe od centrum miasta na terenie hrabstwa San Mateo, ale znajduje się pod jurysdykcją miasta i hrabstwa San Francisco. Bezpośrednio z lotniskiem graniczą także miasta Millbrae, San Bruno i South San Francisco. Lotnisko San Francisco jest portem międzynarodowym z największym terminalem odpraw międzynarodowych w Stanach Zjednoczonych. Lotnisko jest węzłem lotniczym linii United Airlines, największego użytkownika portu. Także decyzja linii Virgin America, by operować z tego portu, odwróciła trend wśród tanich przewoźników, którzy do tej pory omijali SFO na rzecz Oakland czy San Jose. W 2007 roku port lotniczy San Francisco był pod względem liczby odprawionych pasażerów dziesiątym lotniskiem w Stanach Zjednoczonych, a 21-tym na świecie, odprawiając 37,2 miliona pasażerów.

### Porty

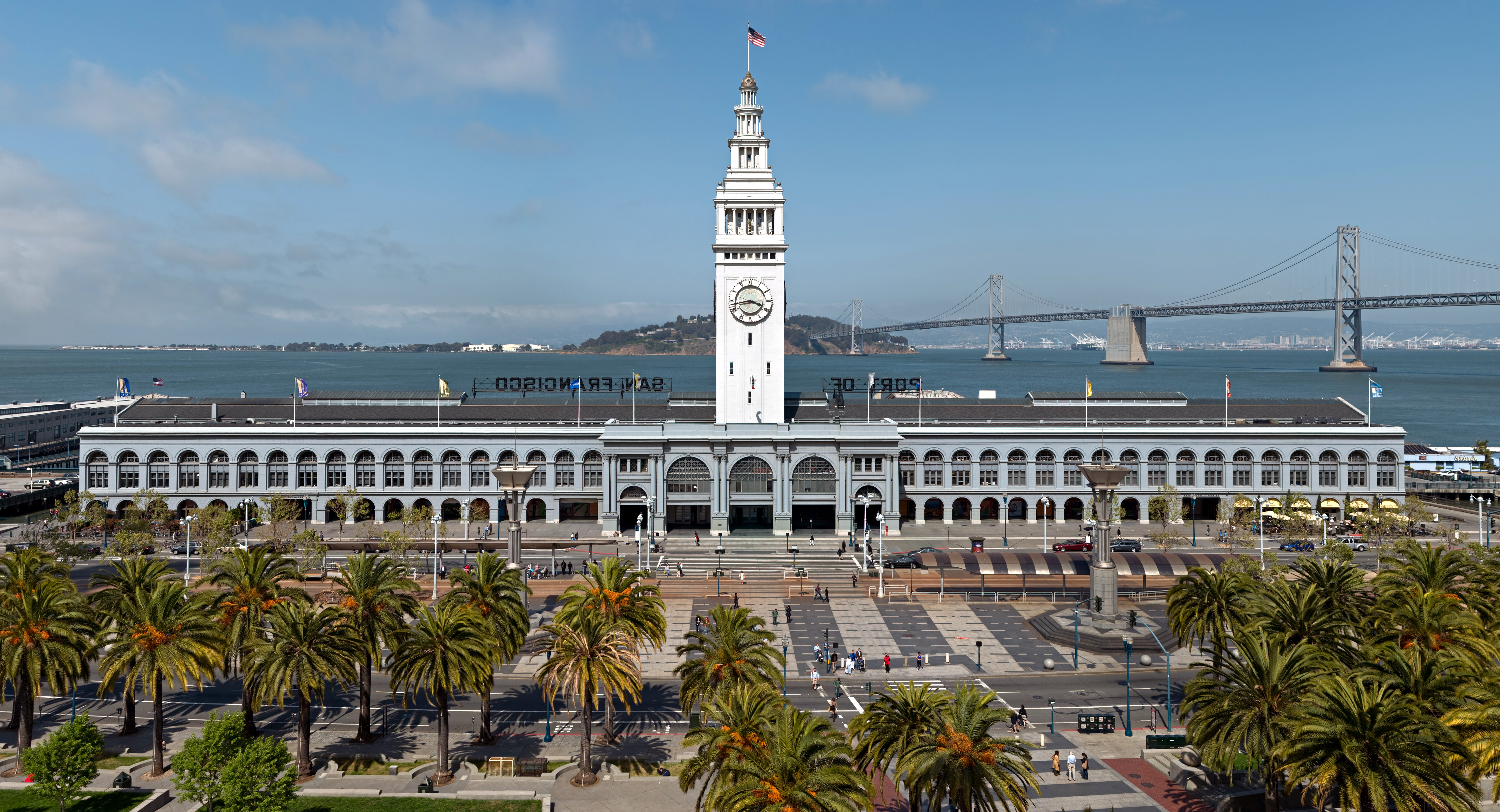
Ferry Building przy Embarcadero

Struktury portu San Francisco rozciągają się wzdłuż północnego, północno-wschodniego i wschodniego wybrzeża miasta (zaczynając od kotwicowiska w pobliżu mostu Złote Wrota na zachodzie, do Candlestick Point na wschodzie). W jego skład, oprócz budynków portowych, terminalu promowego, magazynów, wchodzi kilkanaście prostopadłych do brzegu pirsów do których cumowały statki, następnie rozładowywane lub załadowywane (ręcznie lub za pomocą dźwigów), i z których towary były wysyłane do magazynów na lądzie. Obecnie port nie jest wykorzystywany na potrzeby ruchu towarowego, ale dalej obsługuje on ruch promowy oraz innych małych statków pasażerskich. Część struktur portu stanowi atrakcję turystyczną (Fisherman's Wharf, Pirs 39, Pirs 70, Ferry Building). W porcie są także zakotwiczone okręty-muzea: USS Pampanito i SS Jeremiah O’Brien. Organizacyjnie port jest półautonomiczną jednostką zarządzaną przez pięcioosobową komisję wybieraną przez burmistrza i zatwierdzaną przez Radę Nadzorczą San Francisco.
Port San Francisco był swojego czasu największym i najruchliwszym portem na Zachodnim Wybrzeżu Stanów Zjednoczonych. Obsługiwał ruch towarowy z Pacyfiku, jak i Atlantyku i był centrum handlu drzewem na Zachodnim Wybrzeżu.

## Oświata i nauka

### Uczelnie

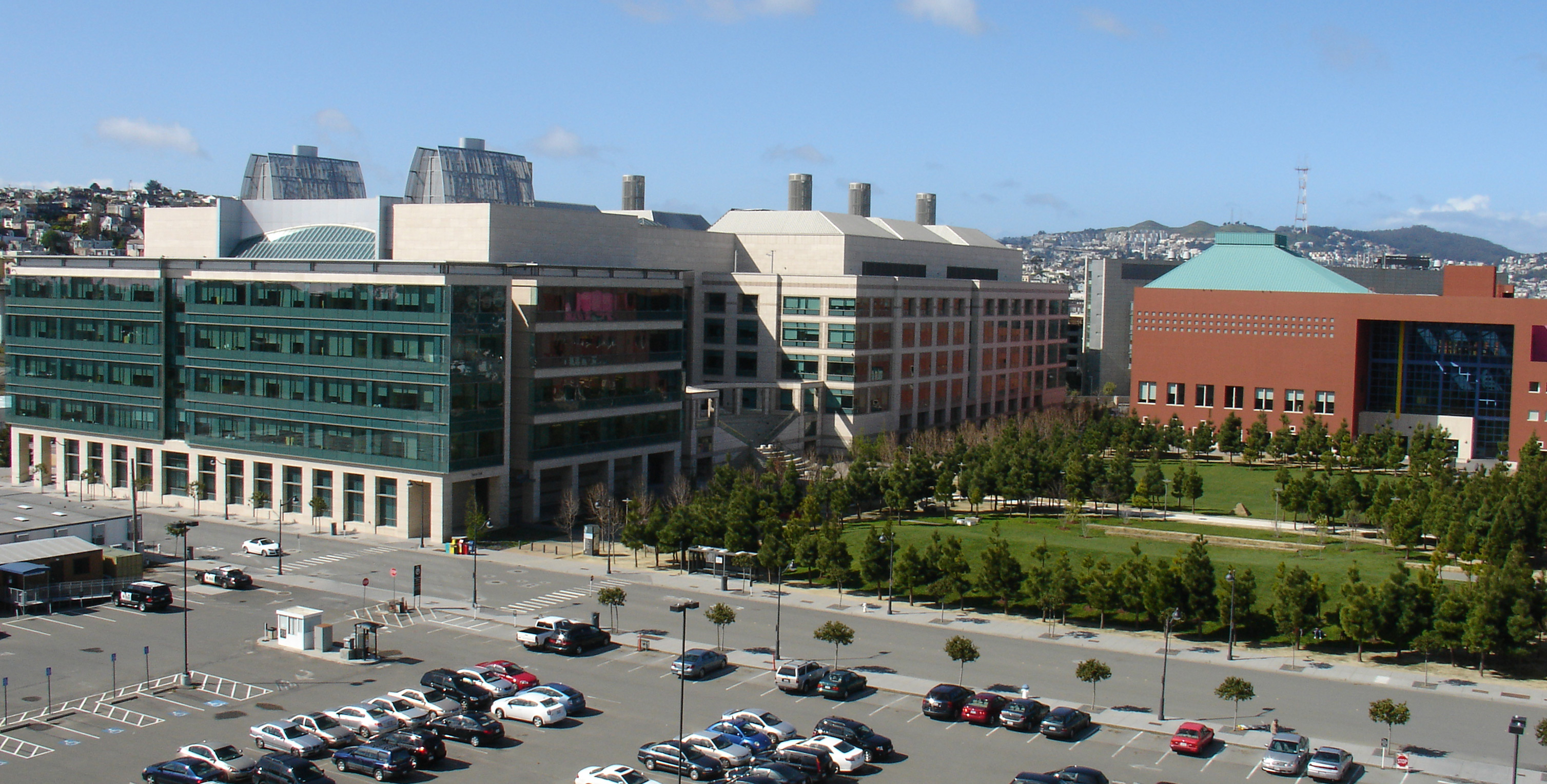
Budynki na kampusie UCSF w Mission Bay

Największa uczelnia w mieście – Uniwersytet Kalifornijski w San Francisco – jest częścią wielkiego Uniwersytetu Kalifornijskiego. Jego specjalizacją naukową, jak i dydaktyczną, jest medycyna oraz nauki biomedyczne i pokrewne. UCSF jest jedną z pięciu najlepszych uczelni medycznych w Stanach Zjednoczonych, a także zarządza centrum medycznym UCSF Medical Center, które jest jednym z 10 najlepszych szpitali w kraju. UCSF jest także jednym z głównych pracodawców w mieście, ustępując jedynie administracji miejskiej i hrabstwa. Jednostki uczelni są skupione w większości w dwóch kampusach: starszym, zlokalizowanym na Wzgórzach Parnassus, gdzie znajdują się głównie kliniki i nowym, otwartym w 2003 roku w Mission Bay. Kampus w Mission Bay o powierzchni ponad 17 ha jest przeznaczony do prowadzenia działalności naukowej i po ukończeniu pozwoli na podwojenie liczby placówek badawczych uniwersytetu.
Najstarszym uniwersytetem w mieście, a także jednym z najstarszych na zachód od Missisipi, jest założony w 1855 roku Uniwersytet San Francisco. Jest to jezuicka szkoła prywatna. Mieści się ona na Lone Mountain – jednym ze wzgórz w mieście.
University of California, Hastings College of the Law to uniwersytet prawniczy, założony w części miasta zwanej Civic Center w 1878 roku. Jest to najstarsza szkoła prawnicza w Kalifornii, z której wywodzi się więcej sędziów stanowych niż z jakiejkolwiek innej.
Uniwersytet Stanowy San Francisco to część systemu Kalifornijskiego Uniwersytetu Stanowego. Mieści się on niedaleko Jeziora Merced i kształci blisko 30 000 studentów na ponad 100 kierunkach.
City College of San Francisco, kształcący około 100 000 studentów, to z kolei jeden z największych community college w kraju.
Uczelnie artystyczne to m.in. San Francisco Art Institute, Academy of Art University i filia zlokalizowanego w Oakland California College of the Arts. San Francisco Conservatory of Music to z kolei jedyna szkoła muzyczna tego typu na zachodnim wybrzeżu Stanów Zjednoczonych, kształcąca w muzyce orkiestrowej i kameralnej, kompozycji oraz dyrygenturze.
W mieście działa także wyższa szkoła kulinarna: California Culinary Academy, która zrzeszona w programie Le Cordon Bleu, oferuje kursy sztuki kulinarnej, piekarnictwa i ciastkarstwa oraz zarządzania lokalami gastronomicznymi.

### Szkoły podstawowe i średnie
Szkoły publiczne, podstawowe i średnie, są zarządzane przez San Francisco Unified School District, a w przypadku niektórych szkół społecznych przez Stanową Komisję Edukacji (ang. State Board of Education). W San Francisco znajduje się najstarsza na zachód od Mississippi publiczna szkoła średnia Lowell High School oraz School of the Arts High School, które są dwiema miejskimi szkołami średnimi ze specjalnym programem nauczania (profilowanymi).
Do 100 szkół publicznych lub parafialnych w mieście uczęszcza prawie 30% populacji w wieku szkolnym (w porównaniu do 10% w skali kraju). Prawie 40% tych szkół to szkoły katolickie zarządzane przez Archidiecezję San Francisco.

## Religia
Badanie Pew Research Center z 2023 roku wykazało, że w obszarze metropolitalnym San Francisco 24% osób identyfikowało się jako katolicy, 19% protestanci (w tym: 9% głównego nurtu, 7% ewangelikalni i 3% z tradycjami afroamerykańskimi), 42% zadeklarowało się jako niezrzeszeni (w tym: 9% agnostycy i 12% ateiści), 4% zgłosiło religię hinduistyczną, 3% to buddyści, 7% wyznawało inną religię i 1% nie udzielił odpowiedzi. San Francisco plasuje się bardzo blisko Seattle jako najmniej religijne aglomeracje USA.
Pod względem członkostwa do największych grup religijnych w 2020 roku należały:
- Kościół katolicki – 1,02 mln członków w 187 parafiach,
- Kościoły baptystyczne – ok. 120 tys. członków w 625 zborach,
- Kościoły zielonoświątkowe – 118,7 tys. członków w 533 zborach,
- bezdenominacyjne zbory ewangelikalne – 117,2 tys. członków w 208 zborach,
- społeczność muzułmańska – 96,1 tys. wyznawców w 60 meczetach,
- Kościół Jezusa Chrystusa Świętych w Dniach Ostatnich (mormoni) – 70,3 tys. członków w 112 zgromadzeniach,
- hinduiści – 51,6 tys. wyznawców w 65 świątyniach.

## Kultura
W 1935 utworzono San Francisco Museum of Modern Art. Od 1957 organizowany jest Międzynarodowy Festiwal Filmowy w San Francisco.

### Polonia
- Polskie msze w San Francisco odprawiane są w kościele przy 240 Fell Street
- W dzielnicy Mission District znajduje się od 1926 roku „Dom Polski” („Polish Club Incorporated”).

## Sport

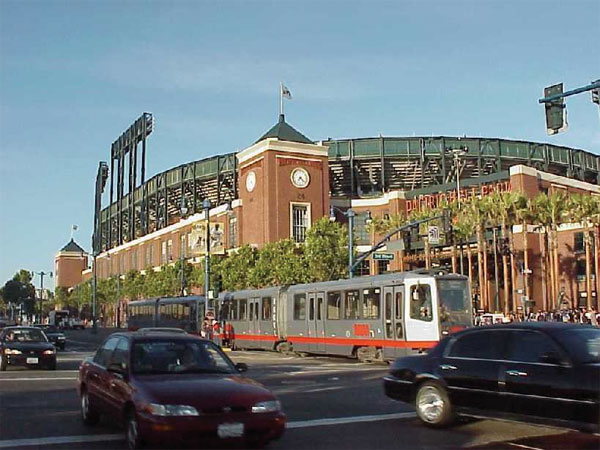
Stadion San Francisco Giants

Swoją siedzibę w San Francisco ma występująca w lidze NFL drużyna 49ers. Początkowo grali w All-America Football Conference, jednak w 1950 roku awansowali do NFL, a na obecnym stadionie Candlestick Park, rozgrywają swoje mecze dopiero od 1971 roku. Podczas występów w NFL, 49ers zgromadzili na swoim koncie 5 tytułów Super Bowl.
San Francisco ma swojego reprezentanta w Major League Baseball, którym jest zespół Giants. Do Kalifornii drużyna trafiła w 1958 roku z Nowego Jorku. W 1989 roku zespół dotarł do finału ligi MLB, jednak po 3. meczu miasto nawiedziło trzęsienie ziemi. Od 2000 roku Giants występują na AT&T Park. W 2010 i 2012 zespół wygrał World Series.
Na Kezar Stadium swoje mecze rozgrywa San Francisco Bay Seals, który występuje w lidze USL Premier Development League.
Miasto jest także reprezentowane w rozgrywkach akademickich przez Uniwersytet San Francisco, który posiada drużynę San Francisco Dons w NCAA Division I. Jednym ze studentów, a także zawodnikiem drużyny był Bill Russell, który wraz z drużyną koszykarską zdobył mistrzostwo Stanów Zjednoczonych w 1955 i 1956 roku.
Organizowany jest tu także San Francisco Marathon, który corocznie przyciąga około 7000 uczestników. Co roku rozgrywane są tu także zawody w golfie z cyklu PGA Tour.
Od 2019 roku swoje mecze w San Francisco rozgrywa drużyna koszykarska Golden State Warriors występująca w lidze NBA (poprzednio drużyna rozgrywała swoje mecze w hali Oracle Arena w Oakland). Siedmiokrotni mistrzowie ligi w: 1947, 1956, 1975, 2015, 2017, 2018 i 2022. Mecze domowe rozgrywają w Chase Center.

## Przestępczość
W 2023 roku miasto odnotowało najniższy ogólny poziom przestępczości w ciągu ostatniej dekady, z wyłączeniem okresu pandemii COVID-19 w 2020 roku.
W kategoriach przestępstw brutalnych (takich jak zabójstwa, gwałty, rozboje), San Francisco wykazuje pozytywne tendencje. W 2023 roku zarejestrowano 55 zabójstw, a dane z początku 2024 roku sugerują dalszy spadek, potencjalnie do rekordowo niskich poziomów. Wskaźniki przestępstw brutalnych w San Francisco były niższe niż średnia krajowa dla dużych miast USA w 2023 roku.
Jednakże, miasto nadal zmaga się z wysokim wskaźnikiem przestępstw przeciwko własności. W 2023 roku odnotowano 5348 takich przestępstw na 100 tysięcy mieszkańców, co plasuje San Francisco powyżej średniej krajowej. Miasto często jest wymieniane wśród miast z najwyższymi wskaźnikami kradzieży (zwłaszcza kradzieży z samochodów i kradzieży sklepowych).

## Urodzeni w San Francisco
- Rosie Casals – tenisistka
- Charles Doe – sportowiec, olimpijczyk
- Danny Glover – aktor
- Chris Isaak – piosenkarz i muzyk
- Bruce Lee – aktor i mistrz sztuk walk
- Alicia Silverstone – aktorka
- Clint Eastwood – aktor, reżyser i producent filmowy
- Kirk Hammett – muzyk, gitarzysta w amerykańskiej grupie muzycznej Metallica

## Miasta partnerskie
- Abidżan (Wybrzeże Kości Słoniowej)
- Asyż (Włochy)
- Bangalore (Indie)
- Cork (Irlandia)
- Hajfa (Izrael)
- Ho Chi Minh (Wietnam)
- Manila (Filipiny)
- Osaka (Japonia)
- Paryż (Francja)
- Seul (Korea Południowa)
- Szanghaj (Chiny)
- Sydney (Australia)
- Tajpej (Tajwan)
- Saloniki (Grecja)
- Zurych (Szwajcaria)[60]
- Kraków (Polska)